# Liste der Kulturdenkmale in Colditz

Wappen von Colditz

In der Liste der Kulturdenkmale in Colditz sind die Kulturdenkmale der sächsischen Stadt Colditz verzeichnet, die bis Mai 2024 vom Landesamt für Denkmalpflege Sachsen erfasst wurden (ohne archäologische Kulturdenkmale). Die Anmerkungen sind zu beachten.
Diese Aufzählung ist eine Teilmenge der Liste der Kulturdenkmale im Landkreis Leipzig.

## Aufteilung
Wegen der großen Anzahl von Kulturdenkmalen in Colditz werden die Kulturdenkmale in den Ortsteilen in Teillisten aufgeführt.
- Bockwitz
- Collmen
- Commichau
- Erlbach
- Erlln
- Hausdorf
- Hohnbach
- Kaltenborn
- Koltzschen
- Lastau
- Leisenau
- Meuselwitz
- Möseln
- Podelwitz
- Raschütz
- Schönbach
- Sermuth
- Skoplau
- Tanndorf
- Terpitzsch
- Zollwitz
- Zschadraß
- Zschetzsch
- Zschirla

## Colditz
| Bild                                    | Bezeichnung | Lage                                                                             | Datierung | Beschreibung | ID       |
| --------------------------------------- | --- | -------------------------------------------------------------------------------- | --- | --- | -------- |
|                                         | Steinerne Stele, sogenanntes Schwarzes Kreuz, im Colditzer Forst | (Flurstück 1168) (Karte)                                                         | Bezeichnet mit 1727 | Wohl zur Erinnerung an einen Jagdunfall aufgestellt, von ortshistorischer Bedeutung. Porphyrtuffstele mit pyramidalem Schluss, Rückseite mit Kreuz, Vorderseite mit Inschrift „Bey/ diesen/ ist von/ einer/ Sau zu/ Todte/ MG 1652/ ge/schlagen/ worden/ ist ver/neuret/ worden/ 1727“. | 08973458 |
|                                         | Steinerne Stele, sogenannter Weißer Stein, mit Bänkchen, im Colditzer Forst | (Flurstück 1171) (Karte)                                                         | Bezeichnet mit 1725 (Gedenkstein); bezeichnet mit 1825 (Steinbank) | Porphyrtuffstele mit Steinbänkchen, von ortshistorischer Bedeutung | 08973460 |
|                                         | Gedenkstein, sogenannter Jägerstein, im Colditzer Forst | (Flurstück 1222) (Karte)                                                         | 1860 | Porphyrtuffobelisk mit Abdeckplatte, Zeugnis der Forstgeschichte, von landesgeschichtlicher und ortshistorischer Bedeutung. Porphyrtuffobelisk mit Abdeckplatte in Porphyrtuff, Inschriften „Herr Amts Oberförster Ehrenfried Geiler (?) Revierförster August Schmidt Unterförster Leberecht Börner“ „Unter der Regierung Koenigs Friedrich August begann die Umwandlung dieses Waldes von Laub in Nadelholz im Jahre 1822“ „Herr Creis Oberforstmeister v. Götz Herr Forstmeister Graf v. Ronow (?)“. | 08973459 |
| Weitere Bilder                          | Brücke (Einzeldenkmal der Sachgesamtheit 09302076) | (Flurstück 1137/1) (Karte)                                                       | 19. Jahrhundert | Einzeldenkmal der Sachgesamtheit Schloss Colditz und Tiergarten; von historischer Bedeutung als Teil des Colditzer Tiergartens. Brücke in Bruchstein (auch Bogen und Brüstung). | 08972596 |
|                                         | Steinkreuz, sogenannter Schneiderstein, im Colditzer Forst | (Flurstück 1245/1) (Karte)                                                       | 18. Jahrhundert | Der Sage nach zur Erinnerung an den Tod eines Schneiders oder einer Bettelfrau durch Wildschwein aufgestellt, von ortshistorischer und kulturgeschichtlicher Bedeutung. Steinkreuz aus Knollenstein, Ritzzeichen (Schere und Elle oder Nadel), nach Sage Schneider oder Bettelmann von Wildschwein getötet. | 08973457 |
| Weitere Bilder                          | Löwenbrücke (Einzeldenkmal der Sachgesamtheit 09302076) | (Flurstück 1133) (Karte)                                                         | 19. Jahrhundert | Einzeldenkmal der Sachgesamtheit Schloss Colditz und Tiergarten; von historischer Bedeutung als Teil des Colditzer Tiergartens. Bogenbrücke in Bruchstein, Brüstung erneuert. | 08973570 |
| Weitere Bilder                          | Brücke im Tiergarten (Einzeldenkmal der Sachgesamtheit 09302076) | (Flurstück 1143/2) (Karte)                                                       | Mitte 19. Jahrhundert | Einzeldenkmal der Sachgesamtheit Schloss Colditz und Tiergarten; von historischer Bedeutung als Teil des Colditzer Tiergartens. Bruchstein, Porphyrtuffabdeckplatten auf der Brüstung, Bogen in Porphyrtuffwerksteinen. | 08973562 |
| Weitere Bilder                          | Gedenkstein im Tiergarten (Einzeldenkmal der Sachgesamtheit 09302076) | (Flurstück 1138) (Karte)                                                         | Mitte 19. Jahrhundert | Einzeldenkmal der Sachgesamtheit Schloss Colditz und Tiergarten; von historischer Bedeutung als Teil des Colditzer Tiergartens. Baumstumpf in Sandstein, davor Wappenkartusche mit Inschrift (Inschrift unleserlich). | 08973408 |
|                                         | Grenzstein (Nr. 6) im Tiergarten (Einzeldenkmal der Sachgesamtheit 09302076) | (Flurstück 1140/1) (Karte)                                                       | 17. Jahrhundert / 18. Jahrhundert | Einzeldenkmal der Sachgesamtheit Schloss Colditz und Tiergarten; von historischer Bedeutung. Rochlitzer Porphyrtuff, Inschrift „6“ und zwei gekreuzte Schwerter. | 08973561 |
| Direkt Bild zu diesem Denkmal hochladen | Denkmalschutzgebiet Altstadt Colditz (Vorschlag) | (Altstadt) (Karte)                                                               | 13.–19. Jahrhundert | Das Denkmalschutzgebiet umfasst den einst innerhalb der Stadtmauer gelegenen Altstadtbereich, zuzüglich von angrenzenden Teilbereichen an der Haingasse und am Kirchgäßchen sowie der um die Stadtkirche gelegenen Grundstücke und Bebauung An der Kirche und Tiergartenstraße. | 09301844 |
|                                         | Steinkreuz | (Flurstück 1011) (Karte)                                                         | 16./17. Jahrhundert | Kleeblattform, an altem Hohlweg, erinnert der Sage nach an verunglückten Fuhrmann, von ortshistorischer und kulturgeschichtlicher Bedeutung. Braunkohlenquarzit, schlanke Form, Kreuzesenden gerundet. | 09306023 |
|                                         | Tiergartenmauer mit zwei Toren (Einzeldenkmal der Sachgesamtheit 09302076) | (Flurstücke 381/2, 390, 1133, 1134, 1136, 1145/, 1145/2, 1146/1, 1146/2) (Karte) | Um 1600 (Tiergartenmauer um den Alten Tiergarten); bis 1624 (Tiergartenmauer um den Neuen Tiergarten)                                                                                      | Einzeldenkmal der Sachgesamtheit Schloss Colditz und Tiergarten; von historischer Bedeutung als Teil des Colditzer Tiergartens, Bruchsteinmauer | 09306058 |
| Weitere Bilder                          | Brunnenanlage „Triefsäckchen“ im Tiergarten (Einzeldenkmal der Sachgesamtheit 09302076) | (Flurstück 1138) (Karte)                                                         | Um 1900 | Einzeldenkmal der Sachgesamtheit Schloss Colditz und Tiergarten; von historischer Bedeutung als Teil des Colditzer Tiergartens | 09306086 |
| Direkt Bild zu diesem Denkmal hochladen | Villa, mit Einfriedung | Albertberg 4 (Karte)                                                             | Um 1890 | Straßenbildprägender Putzbau in Formen der Neurenaissance, Eckturm, schmiedeeiserne Einfriedung über Natursteinsockel, ortsentwicklungs- und baugeschichtlich von Bedeutung. - Villa: zweigeschossig, Putzbau, Bruchsteinsockel, Kunststeinsockelgesims, vermutlich Kunststeinfenstergewände, profilierte Traufe, Walmdach, dreigeschossiges Ecktürmchen mit Ziegeldach, über Fenster Überfangbogen in Ziegelstein - Einfriedung: Treppenaufgang auf Porphyrtuffsockel, Eisengitterzaun | 08973140 |
| Direkt Bild zu diesem Denkmal hochladen | Villa, mit Einfriedung | Albertberg 6 (Karte)                                                             | Um 1890/1900 | Putzbau in Formen der Neurenaissance, Putzgliederungen, zur Straße mittenbetonende Vorlage, schmiedeeiserne Einfriedung über Natursteinsockel, ortsentwicklungs- und baugeschichtlich von Bedeutung. - Villa: zweigeschossig, Putzbau, Sockel in Bruchstein, Sockelgesims, Mittelrisalit mit bekrönendem Dreiecksgiebel, geputzte Eckquaderung, Fenstergewände in Kunststein, zum Teil Verdachung, Risalit mit Putznutung, reich profiliertes Traufgesims, Walmdach - Einfriedung: als Eisenzaun | 08973139 |
| Weitere Bilder                          | Empfangsgebäude des Bahnhofs Colditz (Einzeldenkmal der Sachgesamtheit 09306180) | Am Bahnhof (Karte)                                                               | 1875 | Einzeldenkmal der Sachgesamtheit Muldentalbahn; Putzbau, zur Bahnstrecke Glauchau–Wurzen (Muldentalbahn) gehörend, verkehrsgeschichtlich von Bedeutung | 09307463 |
| Direkt Bild zu diesem Denkmal hochladen | Stadtmauer | Am Graben (Karte)                                                                | Mittelalterlich | Bruchstein, ortshistorisch bedeutendes Bauwerk, markiert den alten Stadtkern von Colditz. Teil der Stadtmauer auf abgeknicktem Grundriss, aus Bruchstein, vorderer Teil (mit Tordurchfahrt) aufgestockt, Eckquaderung aus Porphyrtuff. | 08973064 |
| Direkt Bild zu diesem Denkmal hochladen | Wohnhaus in offener Bebauung | Am Graben 5 (Karte)                                                              | Um 1900 | Aufwändige Klinkerfassade in späthistoristischen Formen, Kunststein- und Klinkergliederungen, südöstlicher Giebel mit zweigeschossiger Holzveranda, ortsentwicklungs- und baugeschichtlich von Bedeutung. Zweigeschossig, Klinker-Putz-Bau, Satteldach (Schieferdeckung) mit gaubenähnlichen Türmchen (Pyramidendach) und Zwerchhaus (mit Satteldach), Kellersockel Bruchstein, Erdgeschoss verputzt mit Putznutung, Obergeschoss gelbe Klinkergliederung mit grünglasiertem Klinkerdekor, Fensterbänke, gerade und Dreiecksgiebel, Fensterüberdachungen aus Kunststein, Ecklisenen aus rotem Klinker, Giebel mit gekuppeltem Fenster und Rundfenster, giebelseitig angebaute zweigeschossige Veranda auf Bruchsteinsockel, polygonales Treppenhaus, originalprofilierte Holzfenster, kräftiges Gesims. | 08973065 |
| Direkt Bild zu diesem Denkmal hochladen | Wohnhaus in halboffener Bebauung | Am Graben 7 (Karte)                                                              | Anfang 19. Jahrhundert | Putzbau in spätbarocken Formen, Portal- und Fensterrahmungen in Porphyrtuff, weitgehend original erhaltenes Gebäude der Zeit um 1800, straßenraumprägende Lage, ortsentwicklungs- und baugeschichtlich von Bedeutung. Zweigeschossig, verputzter Massivbau, Mansarddach mit Schopf (einseitig), Kellersockel erneuert (Fliesen), Segmentbogenportal mit Schlussstein aus Porphyrtuff, Fenstergewände aus Porphyrtuff, im Erdgeschoss noch einflügelige Fensterläden original erhalten, Gauben, Biberschwanzdeckung (Krondeckung). | 08973063 |
| Direkt Bild zu diesem Denkmal hochladen | Wohnhaus in halboffener Bebauung | Am Graben 9 (Karte)                                                              | Anfang 19. Jahrhundert | Putzbau in spätbarocken Formen, Porphyrtuffelemente, weitgehend original erhaltenes Gebäude der Zeit um 1800, straßenraumprägende Lage, ortsentwicklungs- und baugeschichtlich von Bedeutung. Zweigeschossiger Putzbau, Mansarddach mit Schopf (einseitig) und stehenden Gauben, Kellergeschoss erneuert (Fliesen), Fenstergewände Porphyrtuff, Segmentbogenportal aus Porphyrtuff, Biberschwanzdeckung, zum Teil aus Lübschützer Ziegeln. | 08973062 |
| Direkt Bild zu diesem Denkmal hochladen | Wohnhaus in offener Bebauung, mit Einfriedung | Am Ring 5 (Karte)                                                                | Um 1925 | Putzfassade mit Putzgliederungen, markanter Loggienvorbau, Einflüsse des Art déco, Ausdruck der baulichen Entwicklung der Stadt in den 1920er Jahren, straßenbildprägend, ortsentwicklungs- und baugeschichtlich von Bedeutung. - Wohnhaus: zweigeschossiger Massivbau, verputzt, Mansarddach, Biberschwanzdeckung, Treppenhausturm mit Kegeldach auf abgerundetem Grundriss, Eingang mit Treppenaufgang, originale Tür, Ecklisenen, Mittelachse betont durch ovalen Standerker (zweigeschossige Loggien) und Dreieckszwerchgiebel, Vorbau gestützt auf polygonalen Pfeiler mit Dreieckskonsolen, Fledermausgauben mit Dreiecksüberdachung, gelber Edelputz, alte Türen, Rückfassade mit Lisenen und Zwerchgiebel, Ecklisenen - Einfriedung: Ziegelmauer verputzt mit Zementputz, konkav auslaufende Mauerpfosten zum Teil mit ovalen Aussparungen, dazwischen Lattenzaun Das repräsentative Wohnhaus entstand um 1925. Der kubische Putzbau mit Putzgliederungen hat zwei Geschosse und ein hohes Mansarddach. Seine herausgehobene Stellung im Straßenraum wird durch die Ausprägung der Fassade mit zweigeschossiger Loggia und großem Dreiecksgiebel unterstrichen. Die Loggia zeigt die zeittypischen Gestaltungselemente des Art déco. Zum Erscheinungsbild des Anwesens trug außerdem die stattliche Einfriedung bei, die durch ihre geschwungenen Formen auffiel (heute nur Reste erhalten). Das Gebäude bezeugt die bauliche Entwicklung von Colditz in der Zeit zwischen den beiden Weltkriegen des 20. Jahrhunderts. Es zeigt, wie die Stadt sich – bedingt durch neu angelegte Straßen und den Bau des Sportplatzes – ein neues äußeres Gesicht gab. Bauten dieser Art entstanden in Colditz nur in geringer Zahl. Deshalb verkörpert das Gebäude einen wichtigen stadtentwicklungsgeschichtlichen Dokumentationswert. Als Beispiel des gehobenen Wohnungsbaus seiner Entstehungszeit hat es zudem baugeschichtliche Bedeutung. | 08973115 |
| Direkt Bild zu diesem Denkmal hochladen | Nikolaikirche und Friedhof (Sachgesamtheit) | Am Ring 8 (Karte)                                                                | 1825 (Friedhof) | Sachgesamtheit Nikolaikirche und Friedhof mit folgenden Einzeldenkmalen: Kirche mit Ausstattung und Friedhofseinfriedung mit Torpfeiler sowie Kriegerdenkmale und verschiedene Grabmale (08973125) und dem Sachgesamtheitsteil Friedhofsanlage; von ortshistorischer und ortsbildprägender (städtebaulicher) Bedeutung. Im 16. Jahrhundert Nikolaikirchhof vom Amt Colditz zum Begräbnisplatz erklärt, seit 1567 Gottesacker für die gesamte Colditzer Kirchgemeinde, einschließlich der eingepfarrten Orte, Nikolaikirche fortan als Begräbniskirche genutzt. | 09302106 |
| Direkt Bild zu diesem Denkmal hochladen | Kirche, Friedhofsverwalterhaus, Friedhofseinfriedung mit Friedhofstor, Kriegerdenkmal, Kriegsgräberanlage, OdF-Grab- und Gedenkstätte sowie verschiedene Grabmale (Einzeldenkmale der Sachgesamtheit 09302106)        | Am Ring 8 (Karte)                                                                | 12./13. Jahrhundert (Kirche); 1571 (Kirchenausstattung und Westempore); 17. Jahrhundert (Kruzifix); 1825 (Friedhof)                                                                        | Einzeldenkmale der Sachgesamtheit Nikolaikirche und Friedhof; von baugeschichtlicher, kultur- und kunsthistorischer sowie orts- und zeitgeschichtlicher Bedeutung. - Saalkirche: eingezogener Chor, Apsis, Chor gewölbt, Saal mit Holzbalkendecke (erneuert), spitzbogige Fenster, zum Teil Vorhangbogenfenster, Satteldach, Biberschwanzdeckung, Apsis in Schieferdeckung - an Nordwand der Kirche Kriegerdenkmal für die Gefallenen des Ersten Weltkrieges (bezeichnet mit 1922): Tympanon mit figürlicher Darstellung in Porphyrtuff, daneben steinerne Grabplatten, Dreiecksgiebelverdachung, an Pfeiler Inschriften „Zu Ehren Unserer im Weltkriege gebliebenen Helden, deren Namen auf diesen acht Tafeln verzeichnet sind die Kirchengemeinde Colditz“, „Wenn Ihr stille wäret, könnte Euch geholfen werden“ und „Zum Andenken an seinen gefallenen einzigen Sohn stiftete dieses Mal Arno Stockmann 1927“ - Kriegerdenkmal für die Gefallenen des Zweiten Weltkrieges: Kunststein, mit Eisernem Kreuz und Namen der Toten, um 1950 - Grabmale: - Ramsthalsgruft (bezeichnet mit 1850): neogotische Gruft, verputzter Massivbau, im Inneren originale Ausmalung, einfache Putzgliederung, Fialen in Porphyrtuff, Satteldach - VVN-Denkmal (um 1960) - Renaissancegrabmale in der Friedhofsmauer: eines bezeichnet mit MDCXLVIII, eines bezeichnet mit 1596–1599 (Kindergrabplatte Matteus), bezeichnet mit 1587 (Kindergrabplatte Martinus) - Erbbegräbnis Kästner: Carl August Kästner, gest. 1920 - Erbbegräbnis Peuthert: Baumeister-Familie, um 1935 - Erbbegräbnis Braun: Franz Braun, gest. 1904 - Erbbegräbnis Familie Kurt Menschner: um 1935 - Grabmal (Name nicht lesbar): um 1915 - Renaissancegrabmal von 1686 - Erbbegräbnis Müller: Friedrich August Müller, gest. 1909 - Grabmal Naumann: gest. 1947 - Erbbegräbnis Familie Gottschald: um 1905 - Erbbegräbnis Familie Schlobach: Mühlenbesitzer Carl Leopold Schlobach, gest. 1880 - Erbbegräbnis Familie Mann: um 1910, Stadtkassendirektor Fr. Emil Mann, gest. 1924 - Erbbegräbnis Familie Stockmann: um 1920, Fritz Stockmann gefallen 1915 - Erbbegräbnis Familie Paul Eismann: um 1910, Alex Paul Eismann, gest. 1931 - Erbbegräbnis Semmler: um 1920, Wilhelm Semmler, gest. 1918 - Sockel eines Grabmales: Oberforstmeister Hans Ernst Freiherr von Manteuffel (19. Jahrhundert) - barocke und klassizistische Grabmale an der Kirche - Friedhofsverwaltung: eingeschossig, verputzter Massivbau, Fenster und Türgewände in Porphyrtuff, Krüppelwalmdach, einfache profilierte Holztraufe | 08973125 |
| Direkt Bild zu diesem Denkmal hochladen | Wohnhaus in offener Bebauung, mit Einfriedung | Am Ring 27 (Karte)                                                               | Um 1930 | Putzfassade in typischen Formen um 1930, Putz- und Klinkergliederungen, Zeugnis für die bauliche Entwicklung der Zeit zwischen den Weltkriegen, ortsentwicklungs- und baugeschichtlich von Bedeutung. - Wohnhaus: dreigeschossig, Sockel in Klinker, verputzter Massivbau (mit Putzstruktur), Klinkergliederung an Fenster, Gesimsband in Klinker, Walmdach mit Gauben, Holztraufe und Klinkertraufe, originale Fenster, im Hof original verglaste Loggien und Tür, Türgewände in Klinker - Einfriedung: Klinkerpfeiler mit Kunststeinabdeckung | 08973127 |
| Weitere Bilder                          | Wohnhaus in geschlossener Bebauung (Köhler-Haus, ehemaliges Diakonat) | An der Kirche 1 (Karte)                                                          | 1656 | Platzbildprägendes Fachwerkgebäude mit original erhaltener Ausstattung, Geburtshaus des Numismatikers Johann David Köhler (geboren 1684), Teil der städtebaulich wichtigen Bebauung an Schloss und Stadtkirche, orts-, bau-, personen- und geistesgeschichtlich von Bedeutung. Zweigeschossig, hohes Erdgeschoss (massiv), Zugang über Außentreppe, Obergeschoss und Zwerchgiebel Fachwerk, Reste von geblatteten Kopfstreben erkennbar, Tür- und Fenstergewände in Porphyrtuff, Türgewände mit Schlussstein und Inschrift („1786“), innen: hölzerne Wendeltreppe, Obergeschoss mit originaler Ausstattung (Türen, Beschläge, Dielung). | 08973191 |
| Direkt Bild zu diesem Denkmal hochladen | Wohnhaus in halboffener Bebauung | An der Kirche 2 (Karte)                                                          | Bezeichnet mit 1722 (Schlussstein) | Barocker Putzbau mit Werksteinelemnenten, Giebel in Fachwerk, Zeugnis der baulichen Entwicklung von Colditz im 18. Jahrhundert, Teil der städtebaulich wichtigen Bebauung an Schloss und Stadtkirche, heimat- und baugeschichtlich von Bedeutung. Dreigeschossig, verputzter Massivbau, Tür- und Fenstergewände vermutlich in Porphyrtuff, Mansarddach, ausgebautes Dachgeschoss (Fenstergewände vermutlich in Porphyrtuff), Türgewände mit verziertem Schlussstein (bezeichnet mit 1722 und verschlungene Initialen RAG), Giebel in Fachwerk, ursprünglich steinerner Treppenaufgang zum ersten Obergeschoss (in Resten noch vorhanden). | 08973445 |
|                                         | Ehemalige Knabenschule, jetzt Wohnhaus, in offener Bebauung, mit Einfriedungsmauer | An der Kirche 3 (Karte)                                                          | 1564, am Portal | Putzfassade mit Porphyrtuffelementen, bedeutender Renaissancebau, Sitznischenportal mit teils nachklingenden spätgotischen Formen, Teil der städtebaulich wichtigen Bebauung an Schloss und Stadtkirche, von orts-, bau- und sozialgeschichtlicher Bedeutung, das Sitznischenportal von künstlerischer Bedeutung. Zweigeschossig, verputzter Massivbau, Fenstergewände in Porphyrtuff, profilierte Traufe, reich gestaltetes Sitznischenportal in Porphyrtuff, ein Giebel mit Lisenengliederung, Satteldach. | 08973446 |
|                                         | Pfarrhaus in offener Bebauung, mit Nebengebäude | An der Kirche 4, 5 (Karte)                                                       | 1847 | Klassizistisches Gebäude, Putzfassade mit Porphyrtuffgliederungen, Teil der städtebaulich wichtigen Bebauung an Schloss und Stadtkirche, platzbildprägende Wirkung, von orts-, bau- und kirchengeschichtlicher Bedeutung. Zweigeschossiger verputzter Massivbau, Fenster- und Türgewände in Porphyrtuff, Mittelrisalit mit Dreiecksgiebel, profilierte Giebelgesimse in Porphyrtuff, Geschoss- und Traufgesims in Porphyrtuff, Satteldach mit Schieferdeckung | 08973442 |
| Weitere Bilder                          | St.-Ägidien-Kirche mit Ausstattung sowie Stützmauern mit Treppenanlage und Pflaster des Kirchhofes | An der Kirche 6 (Karte)                                                          | 1504 (Kirche); 1518 Dendro (Westturm); 1563 (Turm); nach 1596 (Porphyrtafeln); um 1600 (Hofprediger Schreckenfuchs)                                                                        | Spätgotischer Saalbau, baugeschichtlich, kunstgeschichtlich, künstlerisch, ortsgeschichtlich und ortsbildprägend (städtebaulich) von Bedeutung, der historische Straßenbelag von platzbestimmender Wirkung an der Kirche. - Kirche: verputzter Steinbau, Saalkirche mit eingezogenem, polygonalem Chor, Strebepfeilern und Segmentbogenfenstern, Turm mit oktogonalem Schluss und Haube, Chor gewölbt (Netzgewölbe), seitlicher Treppenturm mit Haube, Einfriedungsmauer in Porphyrtuff, vor der Westfassade Vorplatz mit Treppenstufen in Porphyrtuff - Pflaster in Naturstein | 08973444 |
| Weitere Bilder                          | Baderbergbrücke und Straßenpflasterung | Baderberg (Karte)                                                                | Anfang 19. Jahrhundert | Einbogige Brücke über dem ehemaligen Mühlgraben, kleinteiliges Granitpflaster, orts- und verkehrsgeschichtlich von Bedeutung. - Brücke: Bogen aus Porphyrtuff (Haustein), jetzt mit Ziegelstein zugesetzt, Abdeckplatten der Brückenmauer aus Granit - Straßenpflasterung: aus Granit | 08973046 |
| Direkt Bild zu diesem Denkmal hochladen | Wohnhaus in geschlossener Bebauung | Baderberg 4 (Karte)                                                              | Bezeichnet mit 17.1, wohl 1751 | In gutem Originalzustand erhaltenes barockes Bürgerhaus, Teil der Altstadtbebauung, heimat- und baugeschichtlich von Bedeutung. Zweigeschossig, Massivbau, Fenstergewände in Porphyrtuff, Türgewände in Porphyrtuff mit Schlussstein (Inschrift „IGB 17.1“), alte Tür, profilierte Traufe, (Fenster denkmalgerecht erneuert), Satteldach mit Gauben, davor: Heiste-Bruchsteinmauer, Stufen zum Teil Porphyrtuff (siehe auch 08973782). | 08973049 |
| Direkt Bild zu diesem Denkmal hochladen | Heiste | Baderberg 4, 6 (vor) (Karte)                                                     | Ende 18. Jahrhundert, Anfang 19. Jahrhundert | Bruchsteinmauerwerk, straßenbildprägend und typisch für das Ortsbild. Heiste aus Bruchstein mit Abdeckplatten. | 08973782 |
| Direkt Bild zu diesem Denkmal hochladen | Wohnhaus in geschlossener Bebauung | Baderberg 6 (Karte)                                                              | Bezeichnet mit 1755 (Schlussstein) | In gutem Originalzustand erhaltenes Bürgerhaus des 18. Jahrhunderts, heimat- und baugeschichtlich von Bedeutung. Zweigeschossig, Massivbau, Fenstergewände in Porphyrtuff, Türgewände in Porphyrtuff mit Schlussstein (Inschrift „IWF 1755“), profilierte Traufe, Satteldach, ältere Tür (um 1800), vor dem Gebäude Heiste: Bruchsteinmauerwerk (siehe auch 08973782). | 08973050 |
|                                         | Wohnhaus in offener Bebauung, mit Resten des ehemaligen Badertors | Baderberg 7 (Karte)                                                              | Bezeichnet mit 1811 (Schlussstein) | Fachwerkbau um 1800 in städtebaulich markanter Lage am ehemaligen Mühlgraben, südöstlich an das Gebäude anschließend Mauerreste des 1804 abgerissenen Badertors, heimat- und baugeschichtlich von Bedeutung. - Wohnhaus: zweigeschossig, Erdgeschoss massiv (Ziegelstein), Obergeschoss verputztes Fachwerk, Porphyrtufffenster- und Türgewände, Segmentbogenportal mit Schlussstein, Satteldach (einseitig abgewalmt), Keller aus Bruchsteinmauer, profilierte Traufe aus Holz - Reste des 1804 abgerissenen Badertors: Bruchstein- und Ziegelmauerwerk | 08973048 |
|                                         | Wohnhaus in halboffener Bebauung | Baderberg 10 (Karte)                                                             | Um 1746 (laut Auskunft) | Straßenbildprägendes Fachwerkhaus am ehemaligen Mühlgraben, heimat- und baugeschichtlich von Bedeutung. Zweigeschossig, Erdgeschoss massiv, im Obergeschoss Fachwerk, Mansarddach mit Schopf, Gebäude über der Mühlgrabenmauer errichtet, Auskragung des Erdgeschosses über dem ehemaligen Mühlgraben, vorstehende Balkenköpfe sichtbar. | 08973047 |
| Direkt Bild zu diesem Denkmal hochladen | Wohnhaus in geschlossener Bebauung | Badergasse 8 (Karte)                                                             | Bezeichnet mit 1751 (Schlussstein) | Mit Laden, Wohnhaus des 18. Jahrhunderts, Putzfassade mit Porphyrtuffportal, Ladeneinbau (ehemals Bau- und Möbeltischlerei Karl Mildner) und jüngerer Dachgeschossausbau, von ortsentwicklungsgeschichtlicher und bauhistorischer Bedeutung. Zweigeschossig, verputzter Massivbau, Türgewände in Porphyrtuff, Schlussstein mit Inschrift („IGG 1751“), Fenstergewände in Kunststein, Laden mit originaler Tür und Schaufenster (um 1905), Dachaufbauten um 1930, Satteldach, ältere Haustür (1. Hälfte 19. Jahrhundert). | 08973054 |
| Direkt Bild zu diesem Denkmal hochladen | Wohnhaus in geschlossener Bebauung | Badergasse 12 (Karte)                                                            | Mitte 18. Jahrhundert | Ortscharakteristischer Barockbau des 18. Jahrhunderts, Putzfassade mit Porphyrtuffgliederungen, von heimatgeschichtlicher und bauhistorischer Bedeutung. Zweigeschossig, verputzter Massivbau, Türgewände in Porphyrtuff mit Schlussstein, Erdgeschossfenstergewände mit Schlussstein in Porphyrtuff, Ladeneinbau, Fenstergewände im Obergeschoss in Porphyrtuff, Satteldach. | 08973055 |
| Direkt Bild zu diesem Denkmal hochladen | Mietshaus in geschlossener Bebauung | Badergasse 15 (Karte)                                                            | Um 1905 | Klinkerfassade mit Kunststein- und Klinkergliederungen, Historismusbau in gutem Originalzustand, Laden, ortsentwicklungs- und baugeschichtlich von Bedeutung. Dreigeschossig, Putz-Klinker-Fassade, Natursteinsockel, gelber Klinker mit rotglasierter Ziegelsteingliederung, Erdgeschoss genutet, Kunststeingesims, Fenstergewände in Kunststein, Fenstersohlbänke in Kunststein mit Konsolen, mittlere Fensterachse mit Verdachung, originale Fenster, originale Tür, Putztraufe mit Konsolen, Satteldach, Dachaufbauten, zwei Dachhäuschen, mittleres Zwerchhaus mit aufwändiger Gliederung, im Inneren viele originale Bauteile. | 08973057 |
| Direkt Bild zu diesem Denkmal hochladen | Mietshaus in ehemals geschlossener Bebauung | Badergasse 17 (Karte)                                                            | Um 1905 | Klinkerfassade mit Kunststein-, Putz- und Klinkergliederungen, zeittypisches Wohngebäude des Späthistorismus in gutem Originalzustand, ortsentwicklungs- und baugeschichtlich von Bedeutung. Dreigeschossig, Klinker-Putz-Fassade, Natursteinsockel, Kunststeinfenstergewände, Kunststeingesimse, Erdgeschoss erneuerter Putz, originale Fenster und Tür, gelber Klinker mit hellroter Ziegelsteingliederung, Kunststeinfenstergewände, Sohlbänke in Kunststein, profilierte Putztraufe (zum Teil erneuert), Satteldach, an der Rückseite: Tür mit Porphyrtuffgewände und originaler Tür (1. Hälfte 19. Jahrhundert). | 08973058 |
| Direkt Bild zu diesem Denkmal hochladen | Mietshaus in geschlossener Bebauung | Badergasse 18 (Karte)                                                            | Um 1905 | Klinkerfassade in späthistoristischen Formen, Kunststein- und Klinkergliederungen, typisches Wohngebäude um 1900, Laden, ortsentwicklungs- und baugeschichtlich von Bedeutung. Dreigeschossig, Klinker-Putz-Fassade, Sockel Bruchstein, Erdgeschoss genutet, gelber Klinker mit grünglasierter Ziegelsteingliederung, Kunststeinfenstersohlbänke auf Konsolen, Kunststeinfenstergewände, aufwändige Verdachungen im ersten Obergeschoss, Ziegelsteintraufe, Satteldach. | 08973056 |
| Weitere Bilder                          | Sachgesamtheitsbestandteil der Sachgesamtheit Muldentalbahn, Teilabschnitt Colditz | Bahnhofstraße (Karte)                                                            | 1875 (Personenbahnhof); 1901 (Stellwerk) | Sachgesamtheitsbestandteil der Sachgesamtheit Muldentalbahn, Teilabschnitt Colditz, mit den Einzeldenkmalen: Empfangsgebäude (09307463), Flutbrücke (08973107) und Eisenbahnbrücke (08973104), siehe Glauchau, 09306181 und Liste der Kulturdenkmale der Muldentalbahn; Sachgesamtheit mit allen Bahnanlagen, darunter Gleisanlagen mit Unter- und Oberbau, Streckenkilometrierung, Fernmelde- und Signalanlagen, Bahnstationen einschließlich aller Funktionsbauten, Wärterhäuschen, Brücken und Durchlässen in den Gemeinden Glauchau (Ortsteile Glauchau, Kleinbernsdorf, Reinholdshain, Niederlungwitz), Limbach-Oberfrohna (Ortsteile Wolkenburg-Kaufungen, Herrndorf, Uhlsdorf), Remse (Ortsteil Remse), Waldenburg (Ortsteile Niederwinkel, Oberwinkel, Waldenburg), Lunzenau (Ortsteile Lunzenau, Berthelsdorf, Cossen, Rochsburg, Göritzhain), Penig (Ortsteile Markersdorf, Penig, Amerika, Arnsdorf, Thierbach, Zinnberg), Rochlitz (Ortsteile Penna, Rochlitz; Zaßnitz), Seelitz (Ortsteile Fischheim, Seelitz, Biesern, Steudten), Colditz (Ortsteile Colditz, Lastau, Möseln, Sermuth, Zschetzsch), Grimma (Ortsteile Großbothen), für die Industrieentwicklung des Muldentals wichtige und landschaftsbildende prägende Normalspurbahn, wirtschaftsgeschichtlich, eisenbahngeschichtlich, landschaftsgestaltend sowie regionalgeschichtlich von Bedeutung. - Empfangsgebäude: Zweigeschossiger Putzbau, ehemals Fassadengliederung, Satteldach, Fenster und Türen erneuert, insgesamt stark überformt, Anbau eingeschossig. - Toilettenhäuschen: eingeschossiger Putzbau, Satteldach weit ausragend. - Güterschuppen: eingeschossiger Putzbau, Gurtgesims, originale Fenster- und Türenöffnungen, Satteldach weit ausragend, Laderampe - Pflasterung: Naturstein/Granit, Diagonalverband. - Vorplatz: Wendeschleife mit zentraler ovaler Insel. - Stellwerk W1: Backstein, ohne technische Ausstattung, am Bahnübergang Leipziger Straße. | 09306180 |
| Weitere Bilder                          | Wohnhaus (ehemaliges Rentenamt), mit Nebengebäude im Hof sowie Hofpflaster, Einfriedung und Brunnen | Bahnhofstraße 10a (Karte)                                                        | Bezeichnet mit 1799 (Schlussstein); 1. Hälfte 19. Jahrhundert, spätere Veränderungen (Nebengebäude)                                                                                        | Putzbau in spätbarocken Formen, Porphyrtuffgliederungen, Korbbogenportal, darüber Wappenstein mit Inschrift und Datierung, ehemaliges kursächsisches Rentamt, Seitengebäude Putzbau, teils mit Porphyrtuffgewänden, bau- und landesgeschichtliche Bedeutung. - Wohnhaus: zweigeschossig, verputzter Massivbau, Fenster und Türgewände in Porphyrtuff, Türgewände mit Schlussstein (bezeichnet mit 1799), über Tür Reliefplatten mit Inschrift („Rent Amt Colditz“), Putztraufe, Mansarddach mit Gauben, Gauben in Porphyrtuff, originale Tür - Einfahrt mit gemauerten Pfosten, Kugelaufsätze in Porphyrtuff, Einfriedungsmauer verputzter Bruchstein - Brunnen im Hof in Porphyrtuff, vier Kastanien um Brunnen - Stall: eingeschossig, Tür- und Fenstergewände in Porphyrtuff, Satteldach - weiterer Stall (kein Denkmal): zweigeschossig, Erdgeschoss Bruchstein, Obergeschoss Ziegelstein, insgesamt verputzt, Krüppelwalmdach - Scheune (kein Denkmal): eingeschossiger verputzter Massivbau, Satteldach | 08973092 |
| Weitere Bilder                          | Mietshaus in geschlossener Bebauung konzipiert | Bahnhofstraße 17 (Karte)                                                         | Um 1900 | Klinkerfassade mit Putz- und Kunststeingliederungen, reich dekorierter Späthistorismusbau in Neurenaissanceformen, ortsentwicklungs- und baugeschichtlich von Bedeutung. Dreigeschossig, Putz-Klinker-Fassade, Bruchsteinsockel, Fenstergewände in Kunststein, erstes Obergeschoss mit reicher Verdachung, Putztraufe mit Konsolen, Zwerchgiebel und Dachgaupen, Satteldach, originale Dacheindeckung, originale Tür, originale Fenster im Inneren: originale Ausstattungsdetails. | 08973090 |
| Weitere Bilder                          | Wohn- und Geschäftshaus in Ecklage in halboffener Bebauung | Bahnhofstraße 19 (Karte)                                                         | 1896/1897 | Reich gestalteter Historismusbau mit vielgliedriger Klinkerfassade und originaler Ausmalung im Inneren, ortsentwicklungs- und baugeschichtlich von Bedeutung. Dreigeschossig, reich gestalteter Klinkerbau in roten, dunkelroten und orangen Ziegelsteinen (zum Teil glasiert), Sockel in Bruchstein, Sockelgesims in Porphyrtuff, Fenstergewände im Erdgeschoss und ersten Obergeschoss und Torgewände in Porphyrtuff, Brüstungsfelder und Tympana und Traufkonsolen in Terrakotta, Satteldach mit Zwerchhäusern und Gauben, originales Tor, in Durchfahrt originale Ausmalung, (Erdgeschoss zum Teil verändert), im Inneren: Fußbodenfliesen, Treppenstufen in Porphyrtuff, eisernes Treppengeländer. | 08973089 |
| Weitere Bilder                          | Speichergebäude | Bahnhofstraße 21, 23 (Karte)                                                     | 1930 | Traditionell geprägter Putzbau mit Putzgliederungen, straßenbildprägend, ortsentwicklungsgeschichtlich von Bedeutung. Zwei-, drei- und viergeschossig, verputzte Massivbauten (vermutlich Stahlbetonskelettbauten im Inneren), Sattel- bzw. Walmdächer mit Schleppgauben, Schieferdeckung, einfache Putzgliederung, Betonvordächer. | 08973088 |
| Weitere Bilder                          | Mietshaus in geschlossener Bebauung | Bahnhofstraße 25 (Karte)                                                         | Um 1905 | Aufwändig gestalteter Jugendstilbau, Putzfassade mit Kunststeingliederungen und Erker, von ortsentwicklungs- und baugeschichtlicher Bedeutung. Dreigeschossig, Massivbau, Putzfassade, Erker über dem Eingang, Sockel in Steinputz, reiche Putzgliederung und Putzdekoration, Zwerchgiebel, Satteldach, originale Tür, im Inneren: Fußbodenfliesen, Türgeländer in Eisen, zwei Jugendstilpfeiler im Garten. | 08973087 |
| Weitere Bilder                          | Wohnhaus in halboffener Bebauung, mit Einfriedung | Bahnhofstraße 26 (Karte)                                                         | 1919–1921 | Ehemaliges Direktorenwohnhaus der Colditzer Steingut AG, architektonisch markanter Bau in straßenbildprägender Lage, Einfriedung Holzzaun mit massivem Sockel und massiven Pfeilern, an der Einfahrt bekrönende Plastik, orts- und baugeschichtlich von Bedeutung. - Wohnhaus: zweigeschossig, verputzter Massivbau, Sockel in Bruchstein und Ziegelstein, Fenstergewände in Porphyrtuff (mit Verdachung), Eckerker im ersten Obergeschoss, am Erker gedrechselte Holzstützen, Mansarddach mit Zwerchhäusern und Dachgaupen, Gliederung an Giebeln in Porphyrtuff, originale Tür, Eingang mit zwei Säulen und Dreiecksgiebel, zur Hofseite Anbauten, originale Fenster (zum Teil Bleiglasfenster) - Einfriedung: Anfänger mit bekrönender Plastik, massiver Sockel, zwischen verputzten Pfeilern hölzerne Zaunfelder, Porphyrtuffabdeckungen auf den Pfeilern | 08973095 |
| Direkt Bild zu diesem Denkmal hochladen | Einfriedung des ehemaligen kurfürstlichen Küchengartens | Bahnhofstraße 28 (bei) (Karte)                                                   | Ab 1721 | Bruchsteinmauer, von heimatgeschichtlicher Bedeutung | 09307256 |
| Weitere Bilder                          | Villa, Villengarten und Vorgarteneinfriedung | Bahnhofstraße 34 (Karte)                                                         | Um 1865 | Wohlgestalteter Villenbau im spätklassizistischen Stil, Garten mit struktur- und raumbildender Bepflanzung und Gartenmobiliar, ortsentwicklungsgeschichtlich, baugeschichtlich und dendrologisch von Bedeutung. - Villa: zweigeschossig, verputzter Massivbau, Bruchsteinsockel, Sockelgesims in Sandstein, Putzgliederung Erdgeschoss mit Putznutung, Gesims und Verdachung in Sandstein, Putzfaschen an Fenstern, zum Teil Gewände in Sandstein, flaches Satteldach, originale Fenster, Haustürvorbau mit Bleiglasfenster, originale Türen, Fenster und originales Treppenhaus, Fußbodenfliesen, im Treppenhaus Bleiglasfenster, zur Gartenseite mehrere Anbauten, Balkone und Altan mit gusseisernem Dach. - Einfriedung: Ziergitter auf Sandsteinsockel zur Bahnhofstraße, übrige Einfriedungen Bruchsteinmauern (unverputzt) bzw. Holzzäune - Garten: Garten einer spätklassizistischen Villa, Ursprünge im späten 19. Jahrhundert, Abfolge mehrerer, von Großbäumen und dendrologischen Besonderheiten geprägter Gartenräume - östlich des Hauses Wirtschaftshof (Natursteinpflaster), südliche Raumkante durch Folge mehrerer Wirtschaftsgebäude begrenzt (teilweise saniert) - Langgestrecktes, rechteckiges Gartengrundstück, von der Bahnhofsstraße leicht nach Nordosten in Richtung Mulde abfallend. Heutiges Flurstück ein (Haupt-)Teil des ursprünglichen Gartens (nordöstlich Grundstücke abgetrennt). Abfolge von Gartenräumen mit Rasenflächen und frei eingeordneten Sitzplätzen sowie Nutzgärten. - Vegetation: - dendrologische Besonderheiten als Zeugnis botanischer Sammelleidenschaft des Bauherren, dabei herausragend: Magnolie, Tulpenbaum, Trompetenbaum, Blutbuche, Rotbuchen, Platane und Eichen - Obstbaumdoppelreihe (Hochstämme, teilweise überaltert) an der südlichen Gartenseite - außerdem Flieder, Rhododendren, Rosen - Ausstattung: Mobiliar in Stileinheit mit Haus und Garten (weiße Stahl-Holz-Möbel um 1900), Gartengerätehäuschen (Holz) um 1930 in der nordöstlichen Ecke | 08973094 |
| Weitere Bilder                          | Wohnhaus in halboffener Bebauung (vermutlich ehemaliger Gasthof) und seitliche Einfriedung mit Tor | Bahnhofstraße 35 (Karte)                                                         | Um 1800 | älteste Bebauung in der Bahnhofstraße, schlichter Putzbau in spätbarocken Formen, Porphyrtuffgliederungen, von orts- und baugeschichtlicher Bedeutung. - Wohnhaus: zweigeschossig, verputzter Massivbau, Fenster- und Türgewände in Porphyrtuff, Mansarddach mit Gauben, Fenstergewände der Gauben in Porphyrtuff, Putztraufe - Einfriedung: verputzte Bruchsteinmauer | 08973078 |
| Direkt Bild zu diesem Denkmal hochladen | Wohnstallhaus und Hofpflasterung eines Zweiseithofes | Bräunickenweg 1 (Karte)                                                          | Ende 17. Jahrhundert (Erdgeschoss) | Eines der ältesten Fachwerkgebäude des Ortes mit straßenbildprägender Lage am Ortsausgang, bau- und hausgeschichtlich von Bedeutung. Zweigeschossig, Erdgeschoss massiv, verputzt, profilierte Fenstergewände aus Porphyrtuff in Spätrenaissanceformen (an Traufseite), Obergeschoss in Fachwerk, Tür mit Holzsturz, straßenseitig abgeschleppter Anbau (mit Betonsteinen erneuert), Giebel massiv, Holztraufe, Satteldach. | 08973195 |
|                                         | Villa, mit Einfriedung, Vorgarten und Gartenlaube | Dresdener Straße 3 (Karte)                                                       | Um 1880 | Historismusbau, Putzfassade in den 1920er Jahren überformt, Putzgliederungen, Seitenrisalit mit Turmhaube, Wohnsitz von Johannes Müller (1847–1907), Bürgermeister von Colditz, orts- und personengeschichtliche Bedeutung. - Villa: zweigeschossiger Massivbau, Putzgliederung, Walmdach, Natursteinsockel, hoher langgestreckter Treppenaufgang aus Sandstein, originales Eisengeländer, Windfang mit originaler Tür, bunte Bleiglasfenster im Obergeschoss Dreiecksfensterüberdachung, stark profilierte Traufe (Putz), stehende Gauben, Sandsteingesims, turmartiger Seitenrisalit mit zweitem Treppenaufgang und Eingangstür, hinten Loggien - Gartenlaube: eingeschossig, flaches Satteldach, Zierfachwerkverstrebungen, zum Teil alte Fenster, gitterartige Giebelverkleidung aus Holzleisten - Einfriedung: hohe Porphyrtuffmauer (Stützmauer vor Vorgarten) | 08973153 |
| Weitere Bilder                          | Wohnhaus in offener Bebauung, mit Vorgarten und Einfriedung | Dresdener Straße 15 (Karte)                                                      | Mitte 19. Jahrhundert | Klassizistischer Putzbau mit Porphyrtuffgliederungen, straßenbildprägende Wirkung, ortsentwicklungs- und baugeschichtlich von Bedeutung. - Wohnhaus: zweigeschossig, verputzter Massivbau, Fenster- und Türgewände in Porphyrtuff, Fenstergewände mit Verdachung, originale Türen, Holzkonsolen am hölzernen Traufgesims, Palladio-Motiv an einem Giebel - Einfriedung: Bruchsteinsockel, Sandsteinplattenabdeckung, Sandsteinpfeiler | 08973145 |
|                                         | Wohnhaus in halboffener Bebauung in Ecklage zur Luisastraße | Dresdener Straße 16 (Karte)                                                      | Mitte 19. Jahrhundert | Putzfassade mit Porphyrtuffelementen, vorstädtisches Gebäude der Mitte des 19. Jahrhunderts in markanter Ecklage, ortsentwicklungs- und baugeschichtlich von Bedeutung. Zweigeschossiger Massivbau, Krüppelwalmdach (einseitig Schopf), Erdgeschoss rundbogige Fenster und Tür mit Porphyrtuffgewände (gequadert), originale Tür mit Oberlicht, Obergeschoss Fenstergewände Porphyrtuff, Biberschwanzdeckung, Putz erneuert. | 08973152 |
|                                         | Villa, mit Einfriedung | Dresdener Straße 17 (Karte)                                                      | Um 1905, im Kern älter | Putzfassade zwischen ausgehendem Historismus und Jugendstil, Putz- und Kunststeingliederungen, Fenstergewände im Erdgeschoss in Porphyrtuff, turmartig überhöhter Erker, ortsentwicklungs- und baugeschichtlich von Bedeutung. - Villa: zweigeschossig, Putzbau, Sockel in Porphyrtuff, Fenstergewände und Sockelgesims des Erdgeschosses in Porphyrtuff (verputzt), an einem Giebel Fenstergewände in Porphyrtuff, Obergeschoss Fenstersohlbänke und Gewände in Kunststein, Balkon mit Ziergitter am Giebel, Mansarddach mit originellen Gauben, zur Straßenfassade Erker mit Türmchenaufbau, Konsolen des Erkers in Eisen, daneben zwei Balkone mit Ziergitter, Bleiglasfenster, hölzerner Verandavorbau, gusseiserne Treppe zur Eingangstür, originale Eingangstür, originale Keramikplatten als Fußweg - Einfriedung: verputzter Pfeiler, Ziergitter, Sockel verputzter Ziegelstein, Abdeckung Keramikplatten mit Blumenmotiv | 08973144 |
|                                         | Wohnhaus in offener Bebauung, mit Einfriedung | Dresdener Straße 23 (Karte)                                                      | Um 1930 | Putzbau mit Klinkergliederung in expressiven Formen der 1920er Jahre, straßenseitig gerundete Vorlage, darüber Dachhaus, ortsentwicklungs- und baugeschichtlich von Bedeutung. - Wohnhaus: zweigeschossig, Sockel Klinker, Putzbau, Eckgliederung in Klinker, Traufe in Klinker und Holz, Walmdach, halbrunder Vorbau mit Dachaufbau, originale Eingangstür in Klinker mit Klinkerpfeiler und Walmdach, zum Teil originale Bleiglasfenster - Einfriedung: in Klinkermauerwerk | 08973143 |
|                                         | Wohnhaus in geschlossener Bebauung | Dresdener Straße 24 (Karte)                                                      | Um 1860 | Schlichte Putzfassade, Geburtshaus des Afrikaforschers und Tierfilmers Helmut Drechsler, von ortshistorischer und personengeschichtlicher Bedeutung. Zweigeschossig, verputzter Massivbau, Tür- und Fenstergewände in Porphyrtuff, Türgewände mit Verdachung, originale Tür, Treppenstufen, ältere Fenster, Satteldach. | 08973146 |
| Weitere Bilder                          | Haupt- und Turbinengebäude mit Wehranlage einer Kartonagenfabrik (Pappenfabrik Eule) | Flurteil Eule 2 (Karte)                                                          | 1894 (Fabrik); 1896 (Turbinenhaus und Wehr) | Typischer Fabrikbau des Späthistorismus, Klinkermauerwerk über Substruktionen in Bruchstein, Dreifelderklappenwehr, technisches Denkmal mit landschaftsprägender Lage an der Zwickauer Mulde, regional- und industriegeschichtlich von Bedeutung. - Fabrik: Bruchsteinsubstruktion, viergeschossig, Ziegelsteinbau, im Inneren Holzverkleidung, Gründung der Fabrik 1894 - Turbinenanlage: Francis-Turbine, 1929 Inbetriebnahme, 18 m³ und 11 m³ (alt 34,8) - Wehr: Dreifelderklappenwehr, in Bruchstein und Ziegelstein, Altrecht 1896 | 08973456 |
|                                         | Wohnhaus in offener Bebauung (Jägerhof) | Forsthof 1 (Karte)                                                               | 1590, spätere Veränderungen | Putzbau mit Porphyrtuff-Gliederungen in Renaissanceformen, einst Hauptgebäude im Jägerhof, Zeugnis für die Geschichte von Colditz als kurfürstlicher Jagdsitz, von ortshistorischer und jagdgeschichtlicher Bedeutung. Zweigeschossig, verputzter Massivbau, profilierte Fenstergewände in Porphyrtuff, Sohlbänke profiliert in Porphyrtuff, profilierter Torbogen in Porphyrtuff mit Kämpfer und Schlussstein, im Schlussstein Relief (Tierkopf), Satteldach, Zwerchhaus und Ziegelsteintraufe und Giebel von späteren Umbauten, im Zwerchhaus kleines Kopfrelief (um 1900), hofseitiger Anbau mit Porphyrtufffenstergewände und Putztraufe, Pultdach, (Erker nicht mehr vorhanden). | 08973098 |
| Weitere Bilder                          | Eisenbahnbrücke mit Eisenbahndamm und Gleisen (Einzeldenkmale der Sachgesamtheit 09306180) | Furtweg (Karte)                                                                  | 1934 | Einzeldenkmale der Sachgesamtheit Muldentalbahn; Bogenbrücke in Bruchsteinmauerwerk, km 45,540, zur Bahnstrecke Glauchau–Wurzen (Muldentalbahn) gehörend, verkehrsgeschichtlich von Bedeutung. Bogenbrücke in Bruchstein, Wangen in Bruchstein, Abdeckplatten in Sandstein, Streckenkilometer 45,540, errichtet 1934 als Ersatzbau für eine Brücke mit Stahlträgerkonstruktion (wahrscheinlich wie 08973107, hergestellt von der Gutehoffnungshütte Sterkrade, Oberhausen). | 08973107 |
| Direkt Bild zu diesem Denkmal hochladen | Einfriedung und Bergkeller | Haingasse (Karte)                                                                | 19. Jahrhundert | Am Fuße des Schlossberges gelegener Bergkeller, Zeugnis der Lebensweise in vergangener Zeit, von heimatgeschichtlicher Bedeutung. Keller aus Bruchstein, ein rundbogiger Eingang mit Porphyrtuffgewände, innen Tonnengewölbe, alte Holztür erhalten, eine rundbogige Nische mit Eckquaderung aus Porphyrtuff, über dem Keller Eisenzaun (war ursprünglich Einfriedung des abgerissenen Wohnhauses Haingasse 8), Reste in ruinösem Zustand. | 08973040 |
| Direkt Bild zu diesem Denkmal hochladen | Wohnhaus in geschlossener Bebauung und Ecklage | Haingasse 1 (Karte)                                                              | Um 1800 | Putzfassade, Erdgeschoss für Ladennutzung nachträglich großflächig geöffnet, Teil der historischen Altstadtbebauung, ortsentwicklungs- und baugeschichtlich von Bedeutung | 09306979 |
| Direkt Bild zu diesem Denkmal hochladen | Heiste | Haingasse 2, 4, 6, 8 (vor) (Karte)                                               | Ende 18. Jahrhundert / Anfang 19. Jahrhundert | Bruchsteinmauerwerk, straßenbildprägend und typisch für das Ortsbild, von heimatgeschichtlicher Bedeutung. Heiste aus Bruchstein mit Abdeckplatten, ein Kellereingang mit Porphyrtuffgewände und alter Tür, schräger, gepflasterter Aufgang, Keramikpflasterung. | 08973042 |
| Direkt Bild zu diesem Denkmal hochladen | Wohnhaus in geschlossener Bebauung | Haingasse 4 (Karte)                                                              | Bezeichnet mit 1794 (Schlussstein) | Putzfassade mit Porphyrtuffgliederungen, weitgehend im Originalzustand erhaltener Spätbarockbau, heimat- und baugeschichtlich von Bedeutung. Zweigeschossiger Putzbau mit Mansarddach und Gauben, Tür und Fenstergewände aus Porphyrtuff, ein profiliertes Segmentbogenportal, original erhaltene Eingangstür, profilierte Traufe aus Porphyrtuff. | 08973044 |
| Direkt Bild zu diesem Denkmal hochladen | Wohnhaus in geschlossener Bebauung | Haingasse 5 (Karte)                                                              | Um 1900 | Putzfassade in historistischen Formen, Kunststeingliederungen, straßenbildprägendes Gebäude der Jahrhundertwende, ortsentwicklungs- und baugeschichtlich von Bedeutung. Zweigeschossiger Bau auf L-förmigem Grundriss, Putzfassade, Mansarddach, profilierte Fenstergewände aus Kunststein, stark profiliertes Gesims, Obergeschoss mit gerader Fensterüberdachung und Dreiecksgiebel, von Voluten gerahmte Gauben (massiv) mit Segmentbogenüberdachung, Schieferdeckung. Bildet ein Grundstück mit Nachbarhaus Haingasse 3 – dieses kein Denkmal. | 08973041 |
| Direkt Bild zu diesem Denkmal hochladen | Wohnhaus in halboffener Bebauung | Haingasse 6 (Karte)                                                              | Bezeichnet mit 1753 (Schlussstein) | Putzfassade mit Porphyrtuffgliederungen, in gutem Originalzustand erhaltenes barockes Gebäude des 18. Jahrhunderts, heimat- und baugeschichtlich von Bedeutung. Zweigeschossiger Massivbau mit Putzfassade, Satteldach mit Dachausbau (verschiefert), Tür- und Fenstergewände aus Porphyrtuff, Segmentbogenportal mit Schlussstein bezeichnet „ISHM 1753“ (Kellergeschoss unsachgemäß mit Fliesen erneuert). Linkes Nachbargebäude abgerissen. | 08973043 |
| Direkt Bild zu diesem Denkmal hochladen | Kursächsischer Weinberg (Schlobachs Berg) mit waldartigem Park (Gartendenkmal), künstlicher Ruine, Einfriedungsmauern, Terrassierungen und Stützmauern, darin ein Sitznischenportal, sowie Gärtnerhaus                | Haingasse 38 (Karte)                                                             | Um 1600 | Kunsthistorisch bedeutendes Gärtnerhaus des 17. Jahrhunderts (zum Teil in Fachwerkbauweise), Weinberg mit Turm als künstlicher Ruine, mit Terrassenanlage, künstlichem Wasserfall, germanischer Kultstätte und landschaftlichen Partien, von überörtlicher garten- und kunstgeschichtlicher sowie kulturhistorischer Bedeutung. Zweigeschossig, Erdgeschoss verputzter Bruchstein, Obergeschoss verputztes Fachwerk, Erdgeschossfenster mit profiliertem Gewände in Rochlitzer Porphyrtuff, Satteldach mit Dachhecht und Fledermausgaube, Sitznischenportal in Porphyrtuff, unverputzte Bruchsteinmauer als Substruktion. - Weinbergturm: künstliche Ruine aus Bruchsteinen errichtet - Geschichte: Terrassierter Weinberg, 1610 von Kurfürstin Sophie beauftragt, und anschließender Waldpark (Schlobachs Berg) am nach Süden geneigten Hang des Hainberges, Ende des 19. Jahrhunderts zum romantischen Park gestaltet. Eigentümer Familie Schlobach, Pacht (Sanierung und Betreuung) durch Verein „Umwelt & Kultur Colditz e. V.“. - Barockes Winzerhaus mit Einfriedung, darin ein Sitznischenportal (siehe Erfassung Gebäude), Zugang zum Weinberg von Süden (Straße Am Hainberg). System aus aufwärts führenden Treppen (Bruchstein), Durchgängen (teilweise mit Bildnischen und Grotten) und Toren erschließen die Weinbergterrassen aus Bruchstein-Stützmauern (überwiegend saniert). Weinanbau-Versuche auf den Terrassen. - 1890 erbaute künstliche Ruine („Kleine Hainburg“) als Bekrönung des Weinberges (Schlussstein im Torbogen mit Inschrift „RS/1890“, Gewände und Schlussstein Porphyrtuff), östlich flankiert von Aussichtsplatz mit Rosskastanie und Bänken. Weinbergturm mit Aussichtsplattform (zugänglich, saniert). Aussicht ins Muldental und zum Schloss Colditz, Gebäude mit Terrassenmauern seinerseits Landmarke über dem Muldental. Nördlich des Staffagebaus Platz mit Stützmauer (Bruchstein, saniert). - Eintritt in östlich anschließenden Hangwald durch Torbogen mit Schlussstein aus Rochlitzer Portphyr (Wappen), Waldparkgestaltung mit landschaftlichen Wegen, teilweise durch Stützmauern abgefangen, Brücke, künstlicher Bachlauf (Wasserfall) und Teich, Sitzplatz mit Bruchstein-Stützmauer hinterfangen, Findlinge. - Laubmischwald, einzelne Starkbäume, Gelände stark bewegt - Einfriedung: Reste einer langgestreckten Bruchsteinmauer als nördlicher Abschluss, landschaftsprägend | 08973037 |
| Weitere Bilder                          | Zschirlaer Tiergartentorhaus (Einzeldenkmale der Sachgesamtheit 09302076) | Im Tiergarten 4 (Karte)                                                          | Bezeichnet mit 1626 | Einzeldenkmale der Sachgesamtheit Schloss Colditz und Tiergarten; Putzbau in Renaissanceformen, Porphyrtuffgliederungen, über der Durchfahrt mit gequaderter Rahmung reiches kursächsisches Wappen mit Inschrift, in Sandstein ausgeführt, beidseits Zwerchhäuser, Teil der Colditzer Schlossanlage, von landes-, orts-, baugeschichtlicher und jagdhistorischer Bedeutung. Zweigeschossig, Satteldach mit Dachhaus, Putzbau (erneuerter Putz), Gewände in Porphyrtuff über Tordurchfahrt mit gequadertem Bogen, großes Wappen mit Inschrift in Sandstein, Fenstergewände in Renaissanceformen und Rundstäben. | 08973461 |
|                                         | Stadtmauer | Kirchgäßchen (Karte)                                                             | Mittelalterlich | Bruchsteinmauerwerk, markiert den alten Stadtkern von Colditz, von ortshistorischer Bedeutung. Bruchsteinmauer, unverputzt, weitere Stadtmauerreste: am Graben, Lochgäßchen, Baderberg, Kirchtreppe, Töpfergasse hinter dem Rathaus, Markt 14. | 08973180 |
| Direkt Bild zu diesem Denkmal hochladen | Wohnhaus in halboffener Bebauung | Kirchgäßchen 1 (Karte)                                                           | Mitte 19. Jahrhundert | Fachwerkbau, klassizistisches Portal mit reicher Tür, Zeugnis der baulichen Entwicklung der Stadt um die Mitte des 19. Jahrhunderts, heimat- und baugeschichtlich von Bedeutung. Zweigeschossig, Erdgeschoss massiv, Obergeschoss Fachwerk, Fenster- und Türgewände in Porphyrtuff im Erdgeschoss, Türgewände mit Verdachung und originaler Tür, Holztraufe, einseitiges Krüppelwalmdach (Schieferdeckung) mit Satteldachgauben. | 08973189 |
| Weitere Bilder                          | Ehemaliges Dienstgebäude (zwei Gebäudeteile) des Wasserwerks | Lastauer Straße 3, 5 (Karte)                                                     | Bezeichnet mit 1897 (Brunnenhaus); 19. Jahrhundert (Verwaltungsgebäude) | Schlichter Putzbau mit Porphyrtuffelementen, Erweiterungsteil in den traditionellen Formen der 1920er Jahre, Zeugnis der Wasserversorgung in der Vergangenheit, straßenbildprägende Lage am Ortsausgang von Colditz, ortshistorische und technikgeschichtliche Bedeutung. Lang gestrecktes Gebäude, zweigeschossiger bzw. dreigeschossiger Massivbau, verputzt, Tür und Fenstergewände zum Teil aus Porphyrtuff, zum Teil originale Fenster der 1920er Jahre mit profiliertem Kämpfer, originaler Putz, Holztraufe, profiliertes Gesims, Walm- und Mansarddach. | 08973150 |
|                                         | Stadtscheunen | Lausicker Straße 17, 19, 21, 23, 25 (Karte)                                      | 19. Jahrhundert | Putzbauten in Ziegel- und Bruchsteinmauerwerk, Zeugnisse der Lebens- und Wirtschaftsweise in der Vergangenheit, ortshistorisch von Bedeutung. Ein- und zweigeschossig, Massivbau, giebelseitig aneinander anschließende Baugruppe mit unterschiedlicher Traufhöhe, Mischmauerwerk (größtenteils Feldstein), zum Teil verputzt, Satteldach mit Schieferdeckung und S-Pfanne, originale Tore, Rollen, Schienen, zum Teil liegende Kellerfenster und Fenster im Drempel, gestufte Traufe aus Ziegelsteinen, an Rückseite Fenstergrößen verändert (mit Glasziegeln vermauert), mittleres Gebäude mit rückwärtigem Anbau eines Elevators (Gebläse für Getreide). Nummer 25a 2008 abgebrochen. | 08973083 |
|                                         | Wohnhaus in offener Bebauung | Lausicker Straße 28 (Karte)                                                      | Um 1930 | Putzbau mit Klinkergliederungen in typischen Formen um 1930, ortsentwicklungs- und baugeschichtlich von Bedeutung. Zweigeschossiger Massivbau, Putzfassade mit Klinkergliederungen, Walmdach, Klinkersockel, Eingang mit Klinkergewände, an allen vier Gebäudeseiten erhöhter Mittelrisalit auf dreieckigem und rechteckigem Grundriss, Schieferdeckung, seitliche Fensterrahmung durch Klinker, horizontale Klinkerbänder. | 08973082 |
|                                         | Villa | Lausicker Straße 35 (Karte)                                                      | Um 1925 | Putzbau in den traditionellen Formen der 1920er Jahre, Putzgliederungen, ortsentwicklungs- und baugeschichtlich von Bedeutung. Zweigeschossiger Massivbau, verputzt, Walmdach, Kellergeschoss, Hochparterre, Eingang mit Treppenaufgang und Windfang, originale Tür, rundbogige Fenster im Erdgeschoss, Obergeschoss Rechteckfenster, Balken, sparsame Art-déco-Stuckelemente, Unterseite der Traufe mit rechteckigen Konsolen verziert, Dachhaus, Seitenrisalit auf polygonalem Grundriss mit Zeltdach, Biberschwanzdeckung Einfriedung (Abbruch vor 2015): mit Spritzputz, Gitterzaun. | 08973080 |
|                                         | Villa | Lausicker Straße 37 (Karte)                                                      | Um 1920 | Putzbau mit Porphyrtuffgliederungen, originell gestalteter Bau in den traditionellen Formen der 1920er Jahre, ortsentwicklungs- und baugeschichtlich von Bedeutung. Zweigeschossige Villa, Massivbau, Mansarddach mit traufseitigem Zwerchhaus, Kellergeschoss Quaderstein aus Porphyrtuff, Hochparterre mit Treppenaufgang, Türgewände aus Porphyrtuff mit Dreiecksgiebel und Muschelmotiv an Giebelseite, polygonaler Standerker (Gewände und Traufe aus Porphyrtuff) mit Glockendach, Obergeschoss Balkon, Zwerchhaus, Wärmedämmung und rückwärtiger Glasanbau. | 08973081 |
|                                         | Forsthaus, mit Einfriedung (Oberförsterei Colditz) | Lausicker Straße 64 (Karte)                                                      | Ende 19. Jahrhundert | Putzbau in historistischen Formen, Naturstein- und Putzgliederungen, von ortshistorischer und forstgeschichtlicher Bedeutung. - Forsthaus: zweigeschossig, Massivbau, verputzt, zur Straße Risalit mit Dreiecksgiebel, Bruchsteinsockel, Tür- und Fenstergewände in Sandstein, Fenstergewände zum Teil mit Verdachung, originale Tür, Eingangstreppe in Sandstein, Satteldach mit Schieferdeckung, Putzgliederung mit Eckquaderung rekonstruiert - Einfriedung: Bruchsteinsockel, Ziegelsteinaufbau mit Pfeilern in Ziegelstein, Abdeckplatten in Sandstein | 08973455 |
| Weitere Bilder                          | Zwei Kilometersteine | Leipziger Straße (Karte)                                                         | Um 1900 | Sandstein, verkehrsgeschichtlich von Bedeutung. - erster Kilometerstein (an Leipziger Straße): Sandsteinblock mit abgerundetem Abschluss, schariert, eingemeißelte Inschrift: „14000 km“, an zwei Seiten „14“ - zweiter Kilometerstein (an Lausicker Straße): Sandsteinblock mit abgerundetem Abschluss, schariert, eingemeißelte Inschrift: „0000 km“, an zwei Seiten „0“ | 08973149 |
|                                         | Villa | Leipziger Straße 1 (Karte)                                                       | Um 1900 | Prunkvoller Neorenaissancebau mit Anklängen des Schweizerhaus-Stils, Putzfassade mit Putz- und Klinkergliederungen, Giebel mit Freigespärre, ortsentwicklungs- und baugeschichtlich von Bedeutung. Eingeschossiger Massivbau, Satteldach mit Zwerchhaus, Kellergeschoss Bruchstein (unverputzt), Hochparterre, Putzfassade, Eckquaderung durch Klinkerriemchen Neorenaissance-Putzstuck (zarte florale Arabesken), weiter Dachüberstand, Hängegiebel mit Brettdocke und Knauf, giebelseitiger Altan auf Klinkerpfeilern, Balkon mit Brettdocken, gerade Fensterüberdachung, profilierte Fensterrahmung, Schlusssteine zum Teil als Löwenköpfe. | 08973085 |
|                                         | Produktionsanlagen für Grobkeramik: acht Einzelkammeröfen, zwei Schornsteine, Sumpfbecken und Maschinen (ehemals Colditzer Steinzeugwaren-Fabrik Gottschald & Co.)                                                    | Leipziger Straße 6 (Karte)                                                       | 1889 | Letztes Zeugnis der umfangreichen und bedeutenden Keramikindustrie in Colditz, orts- und technikgeschichtliche Bedeutung, technische Ausstattung Seltenheitswert. Denkmalwürdig sind die Maschinen und Anlagen, die zum Herstellungsprozess von Grobkeramik in der Colditzer Steinzeugwaren-Fabrik Gottschald & Co. (1889 bis 1990) sowie deren Nachfolger Kästner GmbH (1990 bis 2000) angewandt wurden und anhand derer sich dieser Prozess darstellen lässt: - acht Einzelkammeröfen, Baujahr 1889 - zwei Schornsteine, quadratisch, Baujahr 1889, Höhe ca. 38 m - Sumpfbecken, Baujahr 1889, 1985 repariert und erweitert - zwei Vertikal-Rohrpressen SRKE 300, Hersteller Stakoma Magdeburg, Baujahr 1958 - eine Friktionspresse, Baujahr um 1935 - eine Eindrehspindel zum eindrehen in eine Gipsform mit feststehender Schablone, Eigenbau um 1984 - ein Strahlungstrockner (Lederharttrockner), Eigenbau 1985 - zwei Töpferscheiben, Hersteller Firma Schnelle, Meißen, Baujahr um 1960 | 08966042 |
| Direkt Bild zu diesem Denkmal hochladen | Wohnhaus, Scheune, Stall sowie Toreinfahrt und Reste der Einfriedung einer Hofanlage | Leipziger Straße 15 (Karte)                                                      | 1907 | Putzbauten, teils auch Fachwerk, architektonische Gestaltung im Sinne der Heimatschutzbewegung, Zeugnis ländlicher Arbeits- und Wohnverhältnisse der Zeit um 1900 am Rande der Stadt Colditz, bau- und ortsgeschichtlich von Bedeutung. - Wohnhaus: eingeschossiger Massivbau auf hakenförmigem Grundriss, Bruchsteinsockel, Putzfassade, Fenstergewände aus Kunststein, Erdgeschoss Segmentbogenfenster und Rechteckfenster mit originaler Sprossung, Brüstungsfelder aus Blend-Balustern, hohe rundbogige Eingangstür mit Oberlicht, Jugendstilornamentik, originale Klinke und Windfangtür mit geometrischer Sprossung, Fußbodenfliesen, Mittelachse betont durch Mittelrisalit und Mansardzwerchgiebel, Mansarddach mit ausgebautem Dachgeschoss und Gauben, an Giebelseite Ladeluke, Biberschwanzdeckung - Einfriedung: Balustrade und Pfosten aus Kunststein - Stall: eingeschossig, Segmentbogenfenster, Gewände aus Kunststein, Drempelgeschoss Fachwerk, Satteldach, Biberschwanzdeckung | 08973147 |
| Direkt Bild zu diesem Denkmal hochladen | Straßenbrücke (Einzeldenkmal der Sachgesamtheit 09302076) | Leisniger Straße (Karte)                                                         | Bezeichnet mit 1852 | Einzeldenkmal der Sachgesamtheit Schloss Colditz und Tiergarten; von historischer Bedeutung als Teil des Colditzer Tiergartens. Bruchstein, Abdeckplatten in Porphyrtuff, Wappen- und Inschrifttafeln in Porphyrtuff, Inschrift „1852“, sächsisches Wappen, Bogen in Porphyrtuff-Werkstein. | 08973560 |
| Direkt Bild zu diesem Denkmal hochladen | Wohnhaus in offener Bebauung | Luisastraße 3 (Karte)                                                            | Um 1900 | Klinkerfassade in späthistoristischen Formen, Kunststein-, Putz- und Klinkergliederungen, verglaster Holzbalkon, straßenbildprägende Lage, ortsentwicklungsgeschichtlich von Bedeutung. Zweigeschossig, Massivbau, Putz-Klinker-Fassade, oranger Klinker mit roter Gliederung, Bruchsteinsockel, Kunststeingewände, Zwerchhaus, Satteldach, Gauben, hölzerner Vorbau mit original farbigem Fenster, originale Fenster, originales Tor, Vorbau mit Walmdach an der Tür, Ziegelsteintraufe, Giebelgesims in Putz. | 08973135 |
| Direkt Bild zu diesem Denkmal hochladen | Ehemaliger Kindergarten, später Kirchgemeindehaus, mit Einfriedung (Luisa-Heim) | Luisastraße 6 (Karte)                                                            | Um 1900 | Klinkerbau in Formen des Späthistorismus, Putz- und Klinkergliederungen, orts- und baugeschichtlich von Bedeutung. - Kindergarten: eingeschossig, Klinkerbau (oranger Klinker mit roter Gliederung und dunkelrot glasierter Gliederung), Sockel Bruchstein, Sockelgesims und Sohlbänke der Fenster in Kunststein, Mittelrisalit mit bekrönendem Zwerchhaus, Satteldach, originale Eingangstreppe, originale Tür, Traufgesims in Putz und Holz - Einfriedung: Bruchsteinsockel, Kunststeinabdeckung, Eingangspforten in Ziegelstein und Kunststein, Holzlattenzaun, Traufe | 08973138 |
| Weitere Bilder                          | Rathaus, mit Toreinfahrt in der Töpfergasse | Markt 1 (Karte)                                                                  | Im Kern 1540 (Rathaus); Wiederaufbau 1650–1657 (Rathaus); bezeichnet mit 1651 (Uhr) | Putzbau in Renaissanceformen, Porphyrtuffgliederungen, drei reiche Volutengiebel, rückwärtiger Flügel entlang der Töpfergasse, an dessen Südgiebel rundbogige Toreinfahrt, ortsgeschichtliche, baugeschichtliche, künstlerische und städtebauliche Bedeutung. Dreigeschossiger Putzbau, zum Markt giebelständig mit quer gelagertem Zwerchhaus, Erdgeschoss mit Treppenaufgang, Porphyrtuffgewände, Rundbogenportal mit Stabwerk und Lisenenrahmung (als Taustab und florale Motive) traufseitig zwei Eingänge aus Porphyrtuff, Fenstergewände stark profiliert (Porphyrtuff), profiliertes Gesims (Porphyrtuff), Eckquaderung (Porphyrtuff), Zwerchhaus mit drei reich gegliederten Volutengiebeln, marktseitig am Zwerchhaus Loggia mit Austritt auf Konsolen und Uhr (bezeichnet mit 1651, 1992) in römischen Ziffern, vergoldet, Dachreiter (am Scheitel vom Zwerchhaus und Satteldach) mit durchbrochener Laterne, kleiner welscher Haube und Wetterfahne, im Inneren: Netzgewölbe im Erdgeschoss, Säulen der Frührenaissance im Obergeschoss. | 08973436 |
|                                         | Wohnhaus in geschlossener Bebauung | Markt 2 (Karte)                                                                  | 1. Hälfte 19. Jahrhundert | Schlichte Putzfassade mit Porphyrtuffelementen, Teil der Marktbebauung, mit Laden, bau- und ortsentwicklungsgeschichtlich von Bedeutung. Dreigeschossiges Wohnhaus, Tür mit gerader Überdachung (Porphyrtuff), Satteldach, Fenstergewände (Porphyrtuff), hofseitig Segmentbogenportal mit Schlussstein. | 08972623 |
|                                         | Wohnhaus (mit Engel-Apotheke) in geschlossener Bebauung | Markt 3 (Karte)                                                                  | Bezeichnet mit 1731 (Schlussstein über Tür), spätere Veränderungen; im Kern 18. Jahrhundert                                                                                                | Putzbau, im Kern aus dem 18. Jahrhundert, Teil der Marktplatzbebauung, historisches Apothektengebäude, bau- und ortsgeschichtlich von Bedeutung. Zweigeschossiger Putzbau, hohes Satteldach mit Zwerchhaus, Segmentbogenportal mit Schlussstein (Porphyrtuff), Porphyrtuffstufen, aufgeputzte Fensterfaschen, im Obergeschoss unregelmäßige Fensterachsen, Zwerchhaus mit steilem Satteldach, seitliche Gauben, Rundfenster im Zwerchgiebel, Biberschwanzdeckung (denkmalgerecht erneuert), profilierte Steintraufe. | 08973435 |
| Weitere Bilder                          | Wohn- und Geschäftshaus in geschlossener Bebauung | Markt 6 (Karte)                                                                  | 1938 | Zeittypischer Bau der 1930er Jahre im Heimatstil, Putzfassade mit Porphyrtuffelementen, Teil der Marktbebauung, bau- und ortsentwicklungsgeschichtlich von Bedeutung. Dreigeschossiger Putzbau, Natursteinsockel (Quadermauerwerk), Rundbogenportal mit breitem Gewände (Porphyrtuff) und Schlussstein (Wappen mit Bienenwabe), Holztür mit Knauf und Beschlagwerk, Oberlicht mit strahlenförmigem Gitter, Fassade: original erhaltene Sprossenfenster, Fenstergewände Porphyrtuff, Satteldach mit niedrigem Dachausbau, stark profilierte Steintraufe, Biberschwanzdeckung, Innen: originale Schwenktür aus Glas, breites Holztürgewände, rückseitig hakenförmiger Anbau eines Wohnhauses mit originalem Treppenhaus. | 08973434 |
|                                         | Wohnhaus in Ecklage zum Untermarkt | Markt 9 (Karte)                                                                  | 1560, spätere Umbauten | Platzbildprägendes giebelständiges Gebäude der Renaissancezeit, Putzfassade mit Porphyrtuffgliederungen, reicher Zwerchgiebel, von baugeschichtlicher, ortsentwicklungsgeschichtlicher und städtebaulicher Bedeutung. Zweigeschossiger Putzbau, im Erdgeschoss und Obergeschoss profilierte Fenstergewände (Rechteckfenster), marktseitig im Giebel Lisenengliederung, siebenachsige Traufseite (am Untermarkt), im Erdgeschoss Korbbogenportal, Mittelachse betont durch zweigeschossiges Zwerchhaus (Volutengiebel mit Lisenengliederung, zwei Fensterreihen, im oberen Giebelfeld ovale Fenster, an Spitze Dreiecksgiebel-Abschluss), zweireihig kleine Gauben, Wohnhaus mit Cafe „Schlosscafe“. | 08973433 |
|                                         | Wohnhaus in geschlossener Bebauung | Markt 10 (Karte)                                                                 | Um 1870 | Gut gegliedertes Gründerzeithaus im Neorenaissancestil, Teil der Marktbebauung, baugeschichtlich und ortsentwicklungs- von Bedeutung. Dreigeschossiger Putzbau, Kellersockel Bruchstein, darüber abschließendes Porphyrtuffgesims, Erdgeschoss hohe Tür mit fein profiliertem Porphyrtuffgewände mit gerader Überdachung, im ersten Obergeschoss Putzstuckfelder mit floralen Motiven, Gesimsbänder, Traufgesims, Zahnschnittgesims, darüber durch Lisenen gegliederte Attika, Pultdach (steil nach hinten abfallend). | 08973432 |
|                                         | Wohnhaus in geschlossener Bebauung, mit Inschriftenstein | Markt 11 (Karte)                                                                 | Bezeichnet mit 1594 (Inschrifttafel über Tür) | Putzfassade, ehemals zur benachbarten Brauerei gehöriges Gebäude, Teil der historischen Marktbebauung, von orts- und baugeschichtlicher Bedeutung. Zweigeschossiger Putzbau, Porphyrtuffsockel, Tür mit tiefem Gewände Porphyrtuff, Mansarddach mit drei Gauben, Biberschwanzdeckung, Inschrifttafel über Tür „Das Haus stehet in Gottes Handt Anthonius Britner ist der Wirt genant 1594“. | 08973133 |
|                                         | Malzhaus und Sudhaus sowie Darre der ehemaligen Brauerei Colditz | Markt 12 (Karte)                                                                 | 1783 | Marktseitiges Malzhaus mit hohem Dach, dieses durch zwei durchlaufende Hechgaupen geprägt, wichtiger Teil der historischen Marktbebauung, Sudhaus hofseitig, zwischen beiden Gebäuden auf der Südwestseite Darre eingefügt, von orts- und technikgeschichtlicher sowie baugeschichtlicher und städtebaulicher Bedeutung. Zweigeschossiger Putzbau mit Kellergeschoss, Porphyrtuffsockel, Putz erneuert, Fenstergewände in Porphyrtuff, im Obergeschoss mittleres Segmentbogenfenster, stark profilierte Traufe, zweigeschossiges Mansarddach mit Dachausbauten, Biberschwanzdeckung, neuer Putz mit Schriftzug im Putz „Brauerei Colditz“. 1594 gegründet, 1877 Communbrauerei, 1886 Brauerei Sigismund Pötzsch, 1899 Brauerei Louis Andrä, 1955 Brauerei Moritz Dietz, 1974 VEB Brauerei Colditz, 1990 Brauerei Colditz, stillgelegt. | 08973132 |
|                                         | Wohnhaus in geschlossener Bebauung, mit Hinterhaus | Markt 13 (Karte)                                                                 | Um 1660 (Wohnhaus); Mitte 19. Jahrhundert, im Kern älter (Hinterhaus) | Stattliches Gebäude in Formen der Spätrenaissance und des frühen Barocks, Putzfassade mit Natursteinelementen, hohes Zwerchhaus mit geschweiftem Giebel, Erdgeschoss Ladezone, wichtiger Teil der historischen Marktbebauung, von ortsgeschichtlicher, kunsthistorischer, baugeschichtlicher und städtebaulicher Bedeutung. Zweigeschossiger Putzbau, Erdgeschoss unsachgemäß verändert (Ladeneinbau), alte klassizistische Holztür (ursprünglich mit Oberlicht), Rundbogenportal in Porphyrtuff (jetzt Schaufenster), Obergeschoss fein profiliert, Tür- und Fenstergewände, steiles Satteldach, zwei seitliche Gauben und hohes Zwerchhaus mit Volutengiebel (halbkreisförmiger Abschluss und Knauf, zwei ovale Fenster und ein Rundfenster im Giebel), Biberschwanzdeckung, traufständig ausgerichtetes Hinterhaus auf der Stadtmauer: nach hinten Tür- und Fenstergewände aus Porphyrtuff im Erdgeschoss, Obergeschoss Fensterbänke Porphyrtuff, giebelseitig abgeschleppt, untere Fensterbereiche Porphyrtuff, darüber doppeltes kräftiges Traufgesims. | 08973142 |
|                                         | Wohnhaus in geschlossener Bebauung, mit Hinterhaus und Stadtmauerturmresten | Markt 14 (Karte)                                                                 | Bezeichnet mit 1692 (Schlussstein); mittelalterlich (Stadtmauerturm) | Mit Laden, Putzbau des 17. Jahrhunderts mit steilem Satteldach, Teil der historischen Marktbebauung, mittelalterlicher Turm im Garten halbrund, bau- und ortsgeschichtliche Bedeutung. Zweigeschossiger Putzbau, Erdgeschoss Eingang mit gerader fein profilierter Überdachung, weiteres Rundbogenportal (jetzt Schaufenster) mit Schlussstein, Innen: Kreuzgratgewölbe (vierjochig), ursprünglich Kaffeerösterei im Gebäude, im Hof Anbauten und Reste eines in die Stadtmauer eingebauten Wehrturmes (halbrunder Schalenturm). | 08973141 |
|                                         | Wohnhaus in geschlossener Bebauung | Markt 15 (Karte)                                                                 | Bezeichnet mit 1784 (Schlussstein), spätere Umbauten | Mit Laden, Putzbau des 18. Jahrhunderts mit Segmentbogenportal, Teil der historischen Marktbebauung, baugeschichtlich und ortsentwicklungs- von Bedeutung. Zweigeschossiger Putzbau, Erdgeschoss zwei Eingänge (Porphyrtuffgewände), davon ein Segmentbogenportal mit Schlussstein, bezeichnet mit „GFJ 1784“, original erhaltene Tür mit Oberlicht, Ladeneinbau, Obergeschoss Porphyrtuff-Fenstergewände, steiles Satteldach mit Dachausbau und Dachhäuschen in Biberschwanzdeckung, (Geschäftshaus „Eismann – Uhren und Schmuck“). | 08973439 |
| Weitere Bilder                          | Mietshaus in geschlossener Bebauung | Markt 19 (Karte)                                                                 | Um 1900 | Historistische Klinkerfassade, Erdgeschoss Ladenzone, Teil des Marktensembles und Zeugnis der baulichen Entwicklung um 1900, ortsentwicklungs- und baugeschichtlich von Bedeutung. Dreigeschossiger Klinkerbau, Tordurchfahrt, Ziegelsteinsockel, Schaufenstereinbauten, Erdgeschoss verputzt, erstes und zweites Obergeschoss gelber Klinker mit roter Klinkergliederung, Gesimsbänder mit Zahnschnittmotiv, Segmentbogenfenster, originale profilierte Holzfenster, reich profiliertes Klinkergesims mit abgetreppten Klinkersteinen, eingetiefte Brüstungsfelder aus glasiertem rötlichem Klinker, Satteldach, Biberschwanzdeckung. | 08973438 |
|                                         | Wohnhaus in geschlossener Bebauung (ehemals Kästners Weinstube) | Markt 20 (Karte)                                                                 | Schlussstein bezeichnet mit 1797 | Putzbau in spätbarocken Formen, Erdgeschoss mit Gaststätte, Korbbogenportal in Naturstein, Zeugnis der baulichen Entwicklung der Stadt im ausgehenden 18. Jahrhundert, wichtiger Teil der Marktbebauung, baugeschichtlich, heimatgeschichtlich und städtebaulich von Bedeutung. Dreigeschossiger Putzbau, Erdgeschoss Korbbogenportal mit original klassizistischer Tür, dreibogige Arkaden mit Lisenengliederung, Porphyrtuffgewände, stark profilierte Traufe, Mansarddach, drei Gauben mit Segmentbogenfenstern, innen Kreuzgratgewölbe. | 08973437 |
|                                         | Ehemaliges Kanzleihaus, später Wohnhaus, in Ecklage zum Baderberg | Markt 21 (Karte)                                                                 | 1567 Dendro | Putzfassade in Renaissanceformen, Wohn- und Amtshaus des Rechtsgelehrten Benedikt (I) Carpzov, Kanzler der Kurfürstenwitwe Sophie, und seiner Familie, von historischer, baugeschichtlicher und kunsthistorischer Bedeutung. Dreigeschossig, Massivbau verputzt (Bruchstein), Satteldach, Türgewände in Porphyrtuff mit Schlussstein (nur Schlussstein original), Schlussstein mit Relief und Inschrift „1796 CSG“, im Obergeschoss profilierte Fenstergewände in Porphyrtuff, geputzte Eckquaderung, zum Baderberg Giebel mit Lisenengliederung, verkröpfte Gesimse, spätere Ladeneinbauten im Erdgeschoss (Fassade zum Markt vereinfacht erneuert). | 08973097 |
|                                         | Ehemaliges Gasthaus „Zum weißen Haus“, heute Wohnhaus, in geschlossener Bebauung, in Ecklage zum Baderberg | Markt 22 (Karte)                                                                 | Im Kern 17. Jahrhundert | Putzfassade mit Porphyrtuffelementen, mit stattliches platzbildprägendes Wohnhaus am Markt, im Kern ein Bau der Spätrenaissance, bau- und ortsgeschichtlich von Bedeutung. Viergeschossiger Putzbau, Erdgeschoss und erstes Obergeschoss reich profilierte Renaissancefenstergewände (Porphyrtuff), zweites und drittes Obergeschoss später aufgestockt mit einfachen Fenstergewänden (Porphyrtuff), Walmdach mit Gauben, traufseitig Segmentbogenportal mit Schlussstein (Porphyrtuff) und Segmentbogenfenster. | 08973440 |
| Weitere Bilder                          | Reliefplatte an der Einfriedungsmauer zur Schlosstreppe | Markt 23 (Karte)                                                                 | 1913 | Porphyrtuff, drei Mädchenfiguren mit bankenbezogenen Attributen, ehemals über dem Eingang des abgebrochenen Sparkassengebäudes Markt 23/24/Kirchberg 1/3, Zeugnis der baugebundenen Kunst um 1910, von kunsthistorischer Bedeutung. Porphyrtuff-Relief an rückwärtiger Mauer der Sparkasse, drei Figuren, in der Mitte schreibendes Mädchen, rechte Figur mit Geldbeutel, linke Figur mit Geldsack auf dem Rücken. | 08973441 |
|                                         | Speichergebäude (ehemals Amtsmühle, Schlobachs Mühle) | Mühlgasse 3 (Karte)                                                              | Um 1905 | Putzfassade mit Putz- und Klinkergliederungen, ortsentwicklungs- und industriegeschichtlich von Bedeutung. - Speichergebäude: zweigeschossig, Massivbau, Putzbau mit Ziegelsteingliederung, Bruchsteinsockel, originale Tore, originale Fenster, Mansarddach mit Dachhecht, Erdgeschoss mit Putznutung, im Inneren Eisensäulen mit Balkendecke, Fenstersohlbänke aus Kunststein, Ziegelsteintraufe (heute anona-Nährmittelwerk) - Mühlenwohnhaus (2003 abgebrochen): zweigeschossig, verputzter Massivbau, Fenstergewände in Porphyrtuff, Türgewände mit Verdachung in Porphyrtuff, weit vorspringende Traufe, Satteldach | 08973045 |
| Direkt Bild zu diesem Denkmal hochladen | Mietshaus in halboffener Bebauung | Nicolaistraße 2 (Karte)                                                          | 1903 | Klinkerfassade in späthistoristischen Formen mit Jugendstileinschlag, Kunststein- und Klinkergliederungen, abgeschrägte Ecke mit Balkonen, darüber Zwerchgiebel, seitliche Vorlagen, ebenfalls mit Giebelbekrönung, bildet mit den Nachbarhäusern Nicolaistraße 4 und 6 eine straßenbildprägende Häusergruppe, ortsentwicklungs- und baugeschichtlich von Bedeutung. Massivbau, dreigeschossig, Putz-Klinker-Fassade, Kellersockel Polygonalmauerwerk aus Porphyrtuff, Erdgeschoss original erhaltene Eingangstür mit Oberlicht, Putznutung, erstes und zweites Obergeschoss gelber Klinker, Fensterumrahmung Kunststein, zum Teil Dreiecksfensterüberdachung mit figuralem Schmuck, Brüstungsfelder im ersten Obergeschoss florale Gestaltung, Satteldach (Biberschwanzdeckung), Putztraufe mit Konsolsteinen, Gauben und drei Zwerchhäuser mit Rundbogenfenstern, abgefaste Ecke mit ehemaligem Eingang (vermauert), erstes und zweites Obergeschoss Balkone auf ausladenden Konsolen mit figuralen Motiven, gusseisernes Geländer, Treppenhaus gefliest, originaler Handlauf. | 08973117 |
| Direkt Bild zu diesem Denkmal hochladen | Mietshaus in geschlossener Bebauung | Nicolaistraße 4 (Karte)                                                          | 1904 | Klinkerfassade in späthistoristischen Formen mit Jugendstileinschlag, Kunststein- und Klinkergliederungen, Mittenbetonung durch Zwerchgiebel, bildet mit den Nachbarhäusern Nicolaistraße 2 und 6 eine straßenbildprägende Häusergruppe, ortsentwicklungs- und baugeschichtlich von Bedeutung. Massivbau, dreigeschossig, Putz-Klinker-Fassade, Kellersockel Polygonalmauerwerk aus Porphyrtuff, erstes und zweites Obergeschoss gelber Klinker, Fensterumrahmung Kunststein, zum Teil Dreiecksfensterüberdachung mit figuralem Schmuck, Brüstungsfelder im ersten Obergeschoss florale Gestaltung, Satteldach (Biberschwanzdeckung), mittige Zwerchhäuser von Gauben flankiert, gezahntes Traufgesims, erstes und zweites Obergeschoss Balkone auf ausladenden Konsolen mit figuralen Motiven, gusseisernes Geländer, Treppenhäuser gefliest, originaler Handlauf. | 08973118 |
| Direkt Bild zu diesem Denkmal hochladen | Mietshaus in halboffener Bebauung | Nicolaistraße 6 (Karte)                                                          | 1905 | Klinkerfassade in späthistoristischen Formen mit Jugendstileinschlag, Kunststein- und Klinkergliederungen, Zwerchhaus mit Zierfachwerk, bildet mit den Nachbarhäusern Nicolaistraße 2 und 4 eine straßenbildprägende Häusergruppe, ortsentwicklungs- und baugeschichtlich von Bedeutung. Massivbau, dreigeschossig, Putz-Klinker-Fassade, Kellersockel Polygonalmauerwerk aus Porphyrtuff, Erdgeschoss original erhaltene Eingangstür mit Oberlicht, erstes und zweites Obergeschoss gelber Klinker, Fensterumrahmung Kunststein, zum Teil Dreiecksfensterüberdachung mit figuralem Schmuck, Brüstungsfelder im ersten Obergeschoss florale Gestaltung, Satteldach (Biberschwanzdeckung), mittige Zwerchhäuser von Gauben flankiert (Zierfachwerk), gezahntes Traufgesims, erstes und zweites Obergeschoss Balkone auf ausladenden Konsolen mit figuralen Motiven, gusseisernes Geländer, Treppenhaus gefliest, originaler Handlauf. | 08973119 |
|                                         | Textilfabrikgebäude (ehemals Kattunfabrik v. C. G. Schwägrichen) | Nicolaistraße 8 (Karte)                                                          | 1775, Umbau 1842 | Ursprünglich Kattunfabrik und größte Kunstbleiche Sachsens, 1813 als Hospital durch die Franzosen zwischengenutzt und Napoleon einmalig als Übernachtungsstätte (5. Mai 1813) dienend, seit 1842 Schule, bau-, orts-, regional- und wirtschaftsgeschichtlich von Bedeutung. Dreigeschossiger Massivbau, verputzt, Segmentbogenportal mit tiefsitzendem Schlussstein, Gewände (Fenster und Tür) aus Porphyrtuff, Mittelrisalit bestehend aus vier Fensterachsen, wird von Zwerchhaus mit Segmentbogenüberdachung bekrönt (an beiden Längsseiten des Gebäudes), Mansarddach, Biberschwanzdeckung. | 08973116 |
|                                         | Verwaltungsbau, mit Nebengebäude (Allgemeine Ortskrankenkasse) | Pestalozzistraße 3 (Karte)                                                       | 1929 | Markanter Putzbau mit den Stilmerkmalen der expressionistischen Architektur der 1920er Jahre, Putz- und Klinkergliederungen, Architekt: Hans-Heinrich Grotjahn, Leipzig, Zeugnis der baulichen Entwicklung Colditz in der Zeit zwischen den Weltkriegen, von ortsentwicklungsgeschichtlicher, baukünstlerischer und baugeschichtlicher Bedeutung. - Verwaltungsbau: zweigeschossig, verputzter Massivbau, Klinkersockel, Putzgesims und -traufe, Satteldach, zur Straße mächtiger Treppengiebel, originale Fenster, zum Teil Fensterläden, Dachausbau verbrettert, zum Hof Treppenhausturm mit Pyramidendach, zum Teil Originalputz (grün eingefärbter Edelputz), Türgewände in Klinker, originale Tür - Nebengebäude: eingeschossig, originale Tür, Kolonnadenarchitektur, Stützen in Klinker | 08973126 |
| Direkt Bild zu diesem Denkmal hochladen | Kelleranlagen (Stadtkeller) | Rochlitzer Straße (Karte)                                                        | 19. Jahrhundert | Bergkeller mit Blendmauern in Bruchstein, Abdeckungen und Rahmungen der Zugänge in Porphyrtuff, Zeugnis der Lebens- und Wirtschaftsweise in der Vergangenheit, heimat- und ortsgeschichtliche Bedeutung, straßenbildprägende Lage am Muldenufer. Einfassungsmauer in Bruchstein, Abdeckplatten in Porphyrtuff, Eingänge mit Porphyrtuffgewände (zum Teil nur Türsturz), neun Eingänge. | 08973101 |
| Weitere Bilder                          | Eisenbahnbrücke (Einzeldenkmal der Sachgesamtheit 09306180) | Rochlitzer Straße (Karte)                                                        | 1875 | Einzeldenkmal der Sachgesamtheit Muldentalbahn; Vollwandträgerbrücke bei km 48,458 der Bahnstrecke Glauchau–Wurzen (Muldentalbahn), von eisenbahngeschichtlicher Bedeutung. Mauerwangen in Bruchstein,Polygonalmauerwerk, Abdeckplatten vermutlich Sandstein, Geländer. Einfeldrige Vollwandträgerbrücke von 1875, hergestellt von der Gutehoffnungshütte Sterkrade, Oberhausen, Mitte des 20. Jahrhunderts erneuert, Streckenkilometer 48,458, Länge 15,4 m, Höhe 6 m, Breite 7 m. | 08973104 |
|                                         | Meilenstein | Rochlitzer Straße (Karte)                                                        | 1. Hälfte 19. Jahrhundert | Königlich-Sächsischer Meilenstein, Sandstein, verkehrshistorische Bedeutung. Sandsteinstele, stark verwittert (keine Inschrift) | 08973102 |
|                                         | Wohnhaus in offener Bebauung, mit Bergkeller | Rochlitzer Straße 6 (Karte)                                                      | Ende 18. Jahrhundert, spätere Umbauten | Schlichter Putzbau, Teil der vorstädtischen Bebauung am Muldenufer, ortsbildprägende Lage, heimat- und baugeschichtlich von Bedeutung. Zweigeschossig, verputzt, wahrscheinlich Massivbau, Fensterfaschen, Türgewände in Kunststein (um 1900), Satteldach mit Schieferdeckung, Holztraufe, im Inneren Brettdecke, Bergkeller: Bruchsteinmauer, Eingänge in Porphyrtuff. | 08973099 |
|                                         | Wohnhaus in halboffener Bebauung | Rochlitzer Straße 8 (Karte)                                                      | Um 1820 | Fachwerkbau mit Putzfassade, Porphyrtuffelemente, Teil der vorstädtischen Bebauung am Muldenufer, ortsbildprägende Lage, heimat- und baugeschichtlich von Bedeutung. Zweigeschossig, Erdgeschoss massiv, Obergeschoss Fachwerk, Fenster- und Türgewände insgesamt verputzt, im Erdgeschoss in Porphyrtuff, Türgewände mit Schlussstein, Satteldach (mit Hecht und Schieferdeckung). | 08973100 |
|                                         | Wohnhaus in ehemals geschlossener Bebauung | Rochlitzer Straße 10 (Karte)                                                     | Um 1820 | Regionaltypischer Fachwerkbau, Porphyrtuffelemente, Teil der vorstädtischen Bebauung am Muldenufer, ortsbildprägende Lage, heimat- und baugeschichtlich von Bedeutung. Zweigeschossig, Erdgeschoss massiv, Obergeschoss Fachwerk (verbrettert, zum Teil verputzt), Fenster- und Türgewände im Erdgeschoss in Porphyrtuff, Türgewände mit Schlussstein, Satteldach (mit Biberschwanzdeckung). | 08973737 |
| Direkt Bild zu diesem Denkmal hochladen | Wohnhaus in offener Bebauung, mit Garten, Stützmauer, Gartenpforte und Toreinfahrt („Haus Hartenstein“, ehemals Wohnhaus von Helmut Drechsler)                                                                        | Rochlitzer Straße 13 (Karte)                                                     | 1948–1952 | Putzbau in traditionellen Formen der 1940/50er Jahre, Zierfachwerk, exponierte, weithin sichtbare Lage oberhalb der Mulde, ehemaliges Wohnhaus des Colditzer Tierfotografen und Tierfilmers Paul Helmut Drechsler (1916–1960), bau- und personengeschichtlich von Bedeutung. Rechtwinkliger Grundriss, Untergeschoss in Bruchsteinmauerwerk, Giebel mit Zierfachwerk, im Innern vermutlich Ausstattung aus der Zeit und aus dem Besitz Helmut Drechslers. | 09306192 |
|                                         | Steinkreuz | Rochlitzer Straße 20 (bei) (Karte)                                               | 16. Jahrhundert | Vermutlich ehemals Weichbildzeichen, von ortshistorischer und kulturgeschichtlicher Bedeutung. Braunkohlenquarzit, falls tatsächlich ehemals Weichbildzeichen, dann bei Einrichtung der Erbgerichte 1545 zur Abgrenzung der Gerichtsbarkeit gesetzt und mit Wappen versehen (Einkerbung). | 09306056 |
| Direkt Bild zu diesem Denkmal hochladen | Wohnhaus in offener Bebauung, mit Treppenaufgang und Einfriedung | Rochlitzer Straße 68 (Karte)                                                     | 1921–1922 | Ehemaliges Beamtenwohnhaus der Steingutfabrik Colditz AG, repräsentativer Putzbau in den traditionellen Formen der 1920er Jahre, Porphyrtuffgliederungen, ortsentwicklungs- und baugeschichtlich von Bedeutung, stadtbildprägend. Zweigeschossig, Massivbau, hohes Souterrain vermutlich Porphyrtuff, mächtiger polygonaler Vorbau mit Altan und Balustrade, Fenstergewände und Gesimse in Porphyrtuff, Traufe in Putz und Holz, Mansarddach, Dachaufbauten, Zwerchhaus mit Dreiecksgiebel, Giebelgesimse in Porphyrtuff, originale Fenster, zur Gartenseite Loggien, Treppenhausanbau, Eingangsbereich mit Vorhäuschen, Treppenaufgang: Betonmauer, einfache Putzgliederung, Betonbrüstung, zum Teil Terrassen, von Einfriedung nur Betonpfeiler erhalten, vermutlich Holzzaun. | 08973105 |
| Weitere Bilder                          | Begrenzungs- und Stützmauern der Schloßgasse zur Schloßtreppe, mit Keller und Straßenpflasterung | Schloßgasse (Karte)                                                              | 19. Jahrhundert | Straßenbildprägende historische Einfriedung und Pflasterung der Straße, ortsgeschichtliche Bedeutung. Bruchsteinmauer, steinerne Abdeckplatten. | 08973409 |
| Weitere Bilder                          | Schloss Colditz und Tiergarten (Sachgesamtheit) | Schloßgasse 1 (Karte)                                                            | 1523 (Wildgehege); 1829 (Schlosspark) | Sachgesamtheit Schloss Colditz und Tiergarten mit folgenden Einzeldenkmalen: Schloss mit Nebengebäuden (08973185), sogenanntes Terrassenhaus (08973184), zwei (ehemals vier) Torhäuser im Tiergarten (08973461 und 08973186), Tiergartenmauer mit zwei Toren (09306058), vier Brücken im Tiergarten (08973570, 08973562, 08972596, 08973560), Gedenkstein (08973408), Brunnenanlage (09306086) und Grenzstein (08973561) sowie als Sachgesamtheitsteile: der Burgberg, die Teichanlage, die schlossnahen Terrassenanlagen und Freiraumbereiche, außerdem der Schlosspark und der Tiergarten (Gartendenkmale) mit den zugehörigen Einfriedungsmauern; von landesgeschichtlicher, kunstgeschichtlicher, zeitgeschichtliches und militärgeschichtliches (frühes KZ des NS-Regimes, später Offiziersgefangenenlager im Zweiten Weltkrieg) sowie gartenhistorischer Bedeutung | 09302076 |
| Weitere Bilder                          | Schloss mit Nebengebäuden (darunter der Keller und die Umfassungsmauern des ehemaligen Schleinitzhauses), Stütz- und Einfriedungsmauern sowie Gärtnerhaus im Schlosspark (Einzeldenkmale der Sachgesamtheit 09302076) | Schloßgasse 1 (Karte)                                                            | 16. Jahrhundert (Schloss); im Kern älter, 15. Jahrhundert (3. Torhaus); im Kern 18. Jahrhundert (Gärtnerhaus im Tiergarten); Ende 19. Jahrhundert (Keller des ehemaligen Schleinitzhauses) | Einzeldenkmale der Sachgesamtheit Schloss Colditz und Tiergarten; von landes-, zeit- und militärgeschichtlicher (frühes KZ des NS-Regimes, später Offiziersgefangenenlager im Zweiten Weltkrieg) sowie kunstgeschichtlicher Bedeutung | 08973185 |
| Weitere Bilder                          | Wohnhaus (Terrassenhaus), ehemaliges Sektionsgebäude und Wirtschaftsgebäude (Einzeldenkmale der Sachgesamtheit 09302076)                                                                                              | Schloßgasse 1a (Karte)                                                           | Um 1840 (Wohnhaus); um 1870 (Pathologie) | Einzeldenkmale der Sachgesamtheit Schloss Colditz und Tiergarten; Wohnhaus Putzbau in klassizistischen Formen, Porphyrtuffelemente, straßenraumprägende sowie landschaftsgestaltende Wirkung zum Tiergarten, ehemalige Amtswohnung, Sektionsgebäude eingeschossiger Putzbau, Wirtschaftsgebäude, zweigeschossig, teils massiv, teils geöffnet und mit Latten verschlagen, Gebäude im Zusammenhang mit der Umnutzung des Schlosses als Landesheilanstalt errichtet, von landes-, orts- und baugeschichtlicher Bedeutung. - Wohnhaus: dreigeschossig, verputzter Massivbau, Mittelrisalit, Sockel mit Schieferplatten verkleidet, Fenstergewände in Porphyrtuff, reiches Türgewände mit Verdachung und Konsolen in Porphyrtuff, originale Tür, Gesimse in Porphyrtuff, Traufgesims profiliert in Putz und Porphyrtuff, Krüppelwalmdach mit Satteldach, Gaubengewände in Porphyrtuff, am Giebel breiter Risalit, Risalitabschluss als Gesims in Porphyrtuff, Giebelschultern und Giebelgesims in Porphyrtuff und Putz, zum Hang hohe Substruktion in Bruchstein (verputzt), im Inneren: originales Treppenhaus - Sektionsgebäude: eingeschossiger Putzbau in Ziegelmauerwerk, Putz- und Sandsteingliederungen, Pultdach - Wirtschaftsgebäude (Holz- und Kohleschuppen): zweigeschossig, Erdgeschoss teils massiv geschlossen, teils zwischen Porphyrtuffpfeilern geöffnet, Obergeschoss mit Brettern und Latten verschlagen, Pultdach | 08973184 |
| Weitere Bilder                          | Wohnhaus in offener Bebauung, mit Einfriedung (Götzentempel, Hexenhaus) | Schloßgasse 4 (Karte)                                                            | 17. Jahrhundert | Einer der ältesten Fachwerkbauten im Ort, Fachwerkkonstruktion mit Thüringer-Leiter-Motiv, ortsbildprägende Lage am Schlossberg, bau-, haus- und ortsgeschichtlich von Bedeutung. - Wohnhaus: zweigeschossiger Fachwerkbau auf unregelmäßigem Grundriss (Hanglage), hoher Bruchsteinsockel, Erdgeschoss zum Teil massiv (Bruchstein und Ziegelstein), Tür- und Fenstergewände als Fasche, Tür (um 1930), Fachwerk, an einer Traufseite Schwelle und Füllhölzer mit Schiffskehlen, profilierte Balkenköpfe, Leiterfachwerk in Fensterbrüstungen, geblattete Kopfbänder, an der Traufseite verzapfte Streben, weit auseinanderstehende Ständer (um 1800), Holztraufe, Satteldach, Giebel verschiefert, eine Traufseite zum Teil verschiefert mit Methauer Schiefer, Dacheindeckung in Falzziegel und Biberschwänzen - Einfriedung (um 1930): Bruchstein, Torbogen mit Schlussstein in Porphyrtuff | 08973190 |
| Direkt Bild zu diesem Denkmal hochladen | Wohnhaus in halboffener Bebauung | Schloßgasse 6 (Karte)                                                            | Um 1820 | Putzbau mit Porphyrtuffelementen, Korbbogenportal mit Schlussstein, Zeugnis der baulichen Entwicklung der Stadt der Zeit nach 1800, mit Segmentbogenportal, heimat- und baugeschichtlich von Bedeutung. Zweigeschossig, verputzter Massivbau, Tür- und Fenstergewände im Erdgeschoss zum Teil in Porphyrtuff, Fenstergewände mit Schlussstein (ursprünglich Inschrift), Krüppelwalmdach, Holztraufe. | 08973177 |
| Direkt Bild zu diesem Denkmal hochladen | Wohnhaus in geschlossener Bebauung | Schulstraße 1 (Karte)                                                            | Anfang 19. Jahrhundert | Ortstypischer Putzbau mit Porphyrtuffgliederungen, ortsentwicklungs- und baugeschichtlich von Bedeutung. Zweigeschossig, verputzter Massivbau, im Erdgeschoss Fenstergewände und Türgewände in Porphyrtuff, Türgewände mit Schlussstein, Satteldach mit Gauben. | 08973124 |
| Direkt Bild zu diesem Denkmal hochladen | Ehemaliges Fabrikgebäude in halboffener Bebauung in Ecklage | Schulstraße 2 (Karte)                                                            | 1792 | Putzbau in spätbarocken Formen, Porphyrtuffelemente und Putzgliederungen, abgewandter Giebel im Dachbereich Fachwerk, Wintertrockenhaus der Schwägrichenschen Kattunfabrik (bis 1830), ab 1889 Spritzenhaus der Ortsfeuerwehr, Zeugnis der Feuerwehrentwicklung, orts- und baugeschichtliche Bedeutung. Zweigeschossig, verputzter Massivbau, aufgeputzte Eckquaderung, an Traufseite großes Korbbogenportal (zugemauert), Obergeschoss Fenstergewände aus Porphyrtuff, an Giebelseite später eingebrochenes Feuerwehrtor, zwei Steinportale (gerade und segmentbogenförmig) aus Porphyrtuff, Fenstergewände Porphyrtuff, rückwärtige Traufseite Segmentbogenportal mit Schlussstein, Mansarddach mit Schopf (Biberschwanzdeckung), profilierte Holztraufe, am Gebäude alte schmiedeeiserne Laternenstange, stehende Dachgeschosswände in Fachwerk bzw. verputztem Ziegelstein. | 08973114 |
| Direkt Bild zu diesem Denkmal hochladen | Wohnhaus in geschlossener Bebauung | Schulstraße 3 (Karte)                                                            | Anfang 19. Jahrhundert | Ortstypischer Putzbau mit Porphyrtuffgliederungen, ortsentwicklungs- und baugeschichtlich von Bedeutung. Zweigeschossig, verputzter Massivbau, Erdgeschoss Fenster- und Türgewände in Porphyrtuff, Türgewände mit Schlussstein, Satteldach, im Obergeschoss ältere Fenster. | 08973123 |
|                                         | Ehemaliges Gasthaus, heute Wohnhaus, in offener Bebauung, mit Einfriedung und Pforte | Schulstraße 4 (Karte)                                                            | Mitte 17. Jahrhundert | Einer der ältesten Fachwerkbauten von Colditz, Porphytuffelemente, Fachwerkkonstruktion mit Andreaskreuzen, zeitweise Teil der Schwägrichenschen Kattunfabrik, nach Westen Einfriedungsmauer mit Pforte, orts-, haus- und baugeschichtlich von Bedeutung. - Wohnhaus: zweigeschossig, Erdgeschoss massiv, Obergeschoss Fachwerk, Walmdach, Biberschwanzdeckung, rückseitiger späterer Anbau, Segmentbogenportal aus Porphyrtuff mit Schlussstein, Kellerfenster mit Ziergitter, an Traufseite im Erdgeschoss profilierte Porphyrtufffenstergewände, Schwelle und Füllholz an Traufseite mit Schiffskehle profiliert, Obergeschoss: Fachwerk mit Andreaskreuzen, zum Teil verblattetes Fachwerk, rückwärtige Traufseite verbrettert - Leutepforte: rundbogiges Tor, Bruchsteinmauer (verputzt) mit Bruchsteinüberdachung, innen im Erdgeschoss fischgrätig geschnittene profilierte Brettdecke | 08973122 |
| Direkt Bild zu diesem Denkmal hochladen | Mietshaus in halboffener Bebauung | Schulstraße 6 (Karte)                                                            | Um 1910 | Putzfassade im Sinne der versachlichten Architektur nach 1900, Putz- und Kunststeingliederungen, Mittenbetonung durch erkerartige Vorlage, darüber Zwerchhaus mit Zierfachwerk, ehemals Wohnhaus Paul Stadlers (Stadtmusikdirektor, Komponist und Schriftsteller, 1872–1960), ortsentwicklungs-, orts- und personen- sowie baugeschichtliche Bedeutung. Dreigeschossig, Massivbau, verputzt, Bruchsteinsockel, Sockelgesims Kunststein, Fenster- und Türgewände Kunststein, Reste der Putzmalerei erkennbar, leicht hervorstehender flacher Erker, Fenster original erhalten, Traufe in Holz und Putz, Zwerchhaus in Fachwerk, Mansarddach, eine Schleppgaube, originale Tür mit Oberlicht | 08973121 |
|                                         | Postgebäude, mit Einfriedung des Hofes | Schulstraße 10 (Karte)                                                           | 1904 | Späthistoristischer Putzbau in barockisierenden Formen, Sandsteingliederungen, Zeugnis für die Entwicklung des Postwesens, straßenbildprägende Lage, orts-, post- und baugeschichtlich von Bedeutung. Zweigeschossig, verputzter Massivbau, Walmdach mit Gaube, mittleres Zwerchhaus, Fenstergewände mit Verdachung und Traufe in Sandstein, aufwändige Eingangstürgestaltung (originale Tür), originale Fenstergitter, Gliederung am Zwerchhaus in Sandstein, Sockel in Porphyr als Zyklopenmauerwerk, im Inneren Fußbodenfliesen und originales Treppenhaus (schmiedeeisernes Geländer). | 08973075 |
| Weitere Bilder                          | Schule (ehemals Bürgerschule , Sophienschule) | Schulstraße 12 (Karte)                                                           | 1886 | Historistischer Putzbau in Formen der Neurenaissance, Sandstein- und Porphyrtuffgliederungen, symmetrisch unterteilte Platzfront durch Vorlage mit Haupteingang mittenbetont, platzbildprägend, ortsgeschichtlich, baugeschichtlich, sozialgeschichtlich und städtebaulich von Bedeutung. - Schule: dreigeschossiger Massivbau, Kellergeschoss Bruchstein, Kellerfenster Sandsteingewände, drei Obergeschosse mit profiliertem Sandsteingewände und gerader Fensterüberdachung, Mittelachse betont durch dreiachsigen Mittelrisalit mit Stufengiebel und Uhr, zweites Obergeschoss Rundbogenfenster, im Erdgeschoss drei Eingänge mit starker Türleibung, Stufenaufgang - im Seitenflügel ehemalige Turnhalle: mit gusseisernen Säulen, Eckquaderung des Gebäudes aus Porphyrtuff (nur in Sockelzone), Walmdach | 08973129 |
| Direkt Bild zu diesem Denkmal hochladen | Mietshaus in geschlossener Bebauung in Ecklage | Sophienplatz 8 (Karte)                                                           | Um 1900 | Platzbildprägender Historismusbau mit reicher Klinkerfassade, Putz-, Klinker- und Kunststeingliederungen, risalitartige Eckbetonung mit Schmuckgiebeln, Eckladen, ortsentwicklungs- und baugeschichtlich von Bedeutung. Dreigeschossiger Massivbau, Putz-Klinker-Fassade, Kellersockel Klinker, Erdgeschoss Putzquaderung, zwei rundbogige Eingänge, Eckrisalit an abgefaster Ecke hervorgehoben durch reiche Quaderlisenen und Dachhaus, Gauben mit Schieferdeckung, erstes Obergeschoss Brüstungsfelder, Dreiecksfensterüberdachung, verschiedenfarbiger roter Klinker, profilierte Steintraufe, ehemaliger Balkon am Eckrisalit verloren gegangen. | 08973131 |
|                                         | Mietshaus in halboffener Bebauung in Ecklage | Sophienstraße 2 (Karte)                                                          | Bezeichnet mit 1905 | Putzfassade zwischen ausgehendem Historismus und Jugendstil, Kunststeingliederungen, Erdgeschoss Ladenzone, straßenbildprägende Lage, ortsentwicklungs- und baugeschichtlich von Bedeutung. Dreigeschossig, verputzter Massivbau, Plattformdach mit Fachwerkdachhäuschen, Sockel in Naturstein, Erdgeschoss und erstes Obergeschoss Brüstungsfelder mit Dekor, Fenstergewände in aufwändiger Gestaltung, zweites Obergeschoss mit figürlichen Relieffeldern, Putztraufe, abgefaste Ecke mit Giebel, Ecke durch besondere Gliederung hervorgehoben, Brüstungsfeld mit Initialen „PR“, (Besitzer Paul Ronneger), zur Hofseite Umbauten. | 08973073 |
| Direkt Bild zu diesem Denkmal hochladen | Wohnhaus, ehemals Gasthof, in geschlossener Bebauung in Ecklage, mit Saalanbau (ehemals Hotel Wettiner Hof) | Sophienstraße 10 (Karte)                                                         | 1877–1878 | Putzbau mit Putz- und Steingliederungen, platzbildprägende Lage, bemerkenswerter Dachausbau der 1920er Jahre, von baugeschichtlicher und ortshistorischer Bedeutung. - Eckgebäude: zweigeschossiger Massivbau mit ausgebautem Dachgeschoss, Bruchsteinsockel, Seitenrisalit (am Sophienplatz) mit Ladeneinbau im Erdgeschoss und Zwillingsfenster im Obergeschoss, denkmalgerecht erneuerte Tür (an abgefaster Ecke) mit Oberlicht, Traufgesims mit rechteckigen Konsolen, Dachgeschoss mit Dreiecksüberdachung, achteckiges Türmchen, Schieferdeckung - Saalanbau (zeitweise Turnhalle): eingeschossiger Putzbau, Bruchsteinsockel, hochrechteckiges Fenster mit Putzfaschen, tiefliegender Eingang mit Pilasterrahmung und feinprofilierter gerader Überdachung, original verglaste Tür mit Eisengitter, Putznutung, Satteldach | 08973134 |
| Direkt Bild zu diesem Denkmal hochladen | Wohnhaus in geschlossener Bebauung in Ecklage, ehemals mit Restaurant Sedan | Sophienstraße 12 (Karte)                                                         | Um 1880/1890 | Putzbau in Formen des Späthistorismus, Putz- und Porphyrtuffgliederungen, Eckbetonung durch Türmschenaufsatz, platzbildprägende Lage, orts- und baugeschichtlich von Bedeutung. Zweigeschossig, verputzter Massivbau, Erdgeschoss mit Putzgliederung, Bruchsteinsockel, Fenstergewände in Porphyrtuff, Fenster im ersten Obergeschoss mit Verdachung (in Porphyrtuff) und Stuckverzierungen, Drempel mit Putzgliederung, mehrere moderne Dachaufbauten (bezeichnet mit 1996 Wetterfahne), Satteldach, ehemals mit Restaurant „Sedan“, heute Sophien-Apotheke. | 08973156 |
| Direkt Bild zu diesem Denkmal hochladen | Mietshaus in geschlossener Bebauung | Sophienstraße 19 (Karte)                                                         | Um 1900 | Späthistorismusbau mit Sandsteingliederungen, aufwändiger Erker, seitliche Tordurchfahrt, ehemals Wohnhaus Colditzer Kupferstechers Carl Krepel (1858–1941), orts- und baugeschichtlich von Bedeutung. Dreigeschossig, verputzter Massivbau, Bruchsteinsockel, Fenstergewände größtenteils in Sandstein, Sandsteinerker auf mächtigen Konsolen, Gesimse in Sandstein, Traufe in Putz und Sandstein, Tordurchfahrt mit originalem Tor, Mansarddach mit Gaupen, Gaupengewände in Sandstein. | 08973158 |
| Direkt Bild zu diesem Denkmal hochladen | Mietshaus in halboffener Bebauung | Sophienstraße 20 (Karte)                                                         | Um 1905 | Klinkerfassade zwischen ausgehendem Historismus und Jugendstil, Erdgeschoss Ladenzone, Zeugnis der baulichen Entwicklung der Stadt der Zeit um 1900, ortsentwicklungs- und baugeschichtliche Bedeutung. Dreigeschossig, Bruchsteinsockel, Sockelgesims vermutlich in Kunststein, Massivbau, Erdgeschoss verputzt mit Nutung, originales Schaufenstergewände, Obergeschoss Klinkerfassade (gelber Klinker mit roter Klinkergliederung), Fenstergewände reich gegliedert vermutlich in Kunststein, profilierte Traufe, Satteldach. | 08973159 |
| Direkt Bild zu diesem Denkmal hochladen | Wohnstallhaus und Scheune eines Hakenhofes | Thumirnichter Platz 4 (Karte)                                                    | Anfang 19. Jahrhundert | Fachwerkbauten, Zeugnis bäuerlicher Bau- und Lebensweise vergangener Zeit in der Region, heimat- und baugeschichtlich von Bedeutung. - Wohnstallhaus: zweigeschossig, Erdgeschoss massiv (verputzt Bruchstein) Obergeschoss Fachwerk, Fenstergewände zum Teil in Porphyrtuff, Türgewände in Kunststein, Satteldach mit Schieferdeckung, Giebel verbrettert, Backhaus (verputzt Bruchstein) abgeschlepptes Dach - Scheune: Fachwerk, zum Teil massiv (Bruchstein verputzt), Satteldach (ursprünglich Schieferdeckung) | 08973196 |
| Direkt Bild zu diesem Denkmal hochladen | Wohnstallhaus, Scheune, Torhaus und Hofpflasterung eines Dreiseithofes | Thumirnichter Platz 16 (Karte)                                                   | Ende 17. Jahrhundert (Torhaus); bezeichnet mit 1826, im Kern älter (Wohnstallhaus); 19. Jahrhundert (Scheune)                                                                              | Fachwerkbauten, Fachwerkkonstruktion des Torhauses mit Kopfstreben und Thüringer Leitermotiv, einer der ältesten Höfe des Ortes in gutem Originalzustand, heimat- und baugeschichtliche Bedeutung. - Wohnstallhaus: zweigeschossig, Erdgeschoss massiv Bruchstein, giebelseitig abgeschleppter Anbau, Tür- und Fenstergewände in Porphyrtuff, Segmentbogenportal mit Schlussstein (bezeichnet mit JGS 1826), Obergeschoss Fachwerk, originale Fenstergrößen, äußere Traufseite mit eingeschossigem Backhaus, Giebel Zierschiefer (rückwärtiger Giebel Gliederung durch helleren Methauer Schiefer), Satteldach - Torhaus: zweigeschossig, Erdgeschoss massiv, breite Tordurchfahrt (hofseitig gerader Sturz, straßenseitig rundbogiges Tor), Fenster- und Türgewände Porphyrtuff, alte Fenster, Obergeschoss an rechter Seite hervorkragend (hofseitig über dem Stallteil), Fachwerk mit Lehmstakenausfachung, Satteldach, hofseitig Schieferdeckung, an einem Giebel Balken mit Schiffskehle, beide Giebel verbrettert - Scheune: Fachwerk, Giebel massiv, verputzt, Satteldach, seitlich wohl ehemalige Remise | 08973194 |
| Direkt Bild zu diesem Denkmal hochladen | Gasthof Thumirnicht, mit Saalanbau und Einfriedung | Thumirnichter Straße 30 (Karte)                                                  | 1868 nach Auskunft (Gasthof); Ende 19. Jahrhundert (Saalanbau) | Schlichter Putzbau mit Porphyrtuffelementen, Saalanbau in einfachen historisierenden Formen mit Putzgliederungen, straßenbildprägende Lage, ortshistorische Bedeutung. - Gasthof: zweigeschossig, verputzter Massivbau, Fenster- und Türgewände in Porphyrtuff, Kellerfenstergewände in Porphyrtuff, Türgewände mit Verdachung in Porphyrtuff, profilierte Putztraufe, Satteldach (Inschrift in Türsturz, unleserlich) - Saalanbau: zweigeschossig verputzter Massivbau, Putzgliederung, Erdgeschoss mit tiefen Segmentbogennischen, profiliertes Gesims, Fenstergewände mit Verdachung in Sandstein, einfach profiliertes Traufgesims, Walmdach, zum Hof Fenster mit einfachen Putzfaschen - Einfriedung: in Bruchstein | 08973198 |
|                                         | Stützmauern einiger Gärten und Keller der gegenüberliegenden Wohnbebauung sowie Steinkreuz | Tiergartenstraße (Karte)                                                         | 19. Jahrhundert (Stützmauer); wohl mittelalterlich (Steinkreuz) | Bruchsteinmauerwerk, teils mit Ziegelabdeckung, vor der Mauer etwas fragmentiertes Kreuz, von ortshistorischer und kulturgeschichtlicher Bedeutung. - Stützmauern: straßenbildprägend Bruchsteinmauer, stellenweise Ziegelabdeckung, teils historische Grabsteine eingefügt, ursprünglich Ziegelsteinpfeiler und Holzzaun - Kreuz: Quarzporphyr, 1959 bei Straßenarbeiten gefunden, unmittelbar in Fundnähe aufgestellt | 08973182 |
| Weitere Bilder                          | Stadtmuseum, ehemals Wohnhaus in offener Bebauung, mit Nebengebäude | Tiergartenstraße 1 (Karte)                                                       | Bezeichnet mit 1730 (Türbogen Haupteingang) | Barocker Putzbau mit Putzgliederungen und Porphyrtuffelementen, nordöstlicher Anbau und rückseitiges Nebengebäude, ebenfalls Putzfassaden mit Porphyrtuffelementen, Zeugnis der baulichen Entwicklung der Stadt in Nähe der Stadtkirche, ehemaliges Wohnhaus des Amtsmaurers, orts- und heimat- sowie baugeschichtlich von Bedeutung. - Museum: zweigeschossig, verputzter Massivbau, Fenstergewände in Porphyrtuff, Türgewände in Porphyrtuff mit reichem Schlussstein (Inschrift „IMS“) und Datierung 1730, über Tür Putzfeld mit Krone in Stuck und Inschrift („IDSE“), nordöstlicher Anbau jünger, Türgewände in Porphyrtuff mit Schlussstein Inschrift („B 1826“), Putzgliederung am Hauptbau, profilierte Putztraufe, Mansarddach (Biberschwanzdeckung) und Dachausbau, ältere Fenster und Tür, im Inneren: Erdgeschoss zum Teil gewölbt, Wendeltreppe - Nebengebäude: um einen kleinen Hof mit Satteldach, Erdgeschoss Fenstergewände in Porphyrtuff, Obergeschoss Fensterfaschen, ältere Fenstergitter | 08973183 |
|                                         | Wohnhaus in halboffener Bebauung in Ecklage | Tiergartenstraße 2 (Karte)                                                       | Anfang 19. Jahrhundert | Fachwerkbau, Zeugnis der baulichen Entwicklung der Stadt nach 1800, straßenbildprägendes Eckhaus, heimat- und baugeschichtlich von Bedeutung. Zweigeschossig, Erdgeschoss massiv, Obergeschoss zum Teil Fachwerk, insgesamt verputzt, im Erdgeschoss Fenstergewände zum Teil in Porphyrtuff, zum Teil Putzfaschen, Türgewände und Putzfasche, Krüppelwalmdach, Holztraufe, Giebel zum Teil verschiefert, Biberschwanzdeckung. | 08973178 |
|                                         | Colditzer Tiergartentorhaus (Einzeldenkmale der Sachgesamtheit 09302076) | Tiergartenstraße 3 (Karte)                                                       | 1624; 18. Jahrhundert, spätere Umbauten | Einzeldenkmale der Sachgesamtheit Schloss Colditz und Tiergarten; wohl Fachwerkbau, Erdgeschoss massiv, Obergeschoss verbrettert, Teil des Tiergartens und der Colditzer Schlossanlage, Eingang zum ehemaligen kurfürstlichen Jagdrevier, Zeugnis des Jagdwesens in der Vergangenheit, von ortshistorischer und baugeschichtlicher Bedeutung. Zweigeschossig, Erdgeschoss (Bruchstein) massiv, Obergeschoss vermutlich Fachwerk, Fenstergewände im Erdgeschoss zum Teil Porphyrtuff, Obergeschoss und Giebel verbrettert, Satteldach mit Fledermausgaube, große rundbogige Tordurchfahrt mit Balkendecke und Türgewände in Porphyrtuff im Durchgang, Tiergartenmauer von 1624 (7 km lang). | 08973186 |
| Weitere Bilder                          | Wohnhaus in halboffener Bebauung in Ecklage | Tiergartenstraße 4 (Karte)                                                       | Anfang 19. Jahrhundert | Putzbau in Formen des ausgehenden Barocks, Porphyrtuffelemente, Zeugnis der baulichen Entwicklung der Stadt nach 1800, ehemalige Bäckerei, heimat- und baugeschichtlich von Bedeutung. Zweigeschossig, verputzter Massivbau, Fenstergewände im Erdgeschoss und ersten Obergeschoss in Porphyrtuff, zwei Eingänge in Porphyrtuffgewände, Eingang zur Hirtengasse mit Schlussstein in Porphyrtuff, Mansarddach (Biberschwanzdeckung). | 08973179 |
|                                         | Wohnhaus in halboffener Bebauung in Ecklage | Tiergartenstraße 6 (Karte)                                                       | Anfang 19. Jahrhundert | Fachwerkbau mit Porphyrtuffelementen, Zeugnis der baulichen Entwicklung der Stadt nach 1800, ehemalige Schusterei, heimat- und baugeschichtlich von Bedeutung. Zweigeschossig, ursprünglich insgesamt verputzt, Erdgeschoss in Bruchstein, Obergeschoss in Fachwerk, Fenster im Erdgeschoss größtenteils in Porphyrtuff, Türgewände in Porphyrtuff mit Schlussstein, Holztraufe, Krüppelwalmdach. | 08973181 |
| Weitere Bilder                          | Ehemaliges Gerichtsgebäude (Nr. 4) mit ehemaligem Gefängnis (Nr. 4a) und Einfriedung, jetzt Einrichtung für altersgerechtes Wohnen (Amtsgericht Colditz)                                                              | Töpfergasse 4, 4a (Karte)                                                        | 1863 (Gefängnis); 1865–1868 (Amtsgericht) | Putzbau in spätklassizistischen Formen, Sandsteingliederungen, Mittenbetonung durch einachsige Vorlage mit Eingang, ehemaliges Gefängnis Putzbau mit Putz- und Porphyrtuffgliederungen, Zeugnis der Entwicklung der sächsischen Gerichtsbarkeit, landes-, orts- und baugeschichtliche Bedeutung. - ehemaliges Gerichtsgebäude: dreigeschossig, verputzter Massivbau (Bruchstein), Fenstergewände und Gesimse in Sandstein, Sockel in Sandstein, Sockelgesims in Sandstein, Mittelrisalit, Fenster im ersten Obergeschoss und im Risalit mit Verdachung, aufwändiges Portal in Stuck und Sandstein mit sächsischem Wappen, originale Türen (Eingangs- und Hoftür), im Erdgeschoss Fenster mit Schlussstein und Verzierung, im Hof risalitartiger Treppenhausanbau, Walmdach, Traufgesims profiliert in Sandstein und Putz - ehemaliges Gefängnis: zweigeschossig, verputzter Massivbau, Fenstergewände in Porphyrtuff, zwei Seitenrisalite mit geputzter Eckquaderung, Satteldach, Giebel mit Giebeldreieck, Gesims in Porphyrtuff und Putz, im Giebel gekuppelte Fenster in Porphyrtuff, Sockel in Porphyrtuff, in einem Giebel Türgewände in Porphyrtuff, originale Tür - Einfriedung: in Bruchstein | 08973187 |
|                                         | Wohnhaus in halboffener Bebauung | Töpfergasse 8 (Karte)                                                            | 1. Hälfte 17. Jahrhundert, spätere Umbauten | Bemerkenswerter Fachwerkbau mit verblatteten Streben, Andreaskreuz und Schiffskehlen, aufgrund des seines Alters und seiner Ausprägung wichtiges Zeugnis der lokalen baulichen Entwicklung, heimat- und baugeschichtlich von Bedeutung. Zweigeschossig, Erdgeschoss massiv, Fenster- und Türgewände im Erdgeschoss in Porphyrtuff (späterer Einbau), Obergeschoss und Giebel in Fachwerk, profilierte Balkenköpfe, Schwelle mit Schiffskehlen, ursprünglich Andreaskreuze in Brüstungsfeldern, geblattete Kopfstreben, profilierte Holztraufe, Satteldach mit Gauben und Schieferdeckung, Giebel in Fachwerk, liegender Stuhl, geblattete Fuß- und Kopfstreben. | 08973173 |
|                                         | Wohnhaus in Ecklage in halboffener Bebauung | Töpfergasse 10 (Karte)                                                           | Um 1800, spätere Umbauten | Schlichter Putzbau, Zeugnis der baulichen Entwicklung um 1800 in straßenbildprägender Lage, heimat- und baugeschichtlich von Bedeutung. Zweigeschossig, verputzter Massivbau (Bruchstein), Fenstergewände in Porphyrtuff, Traufe in Ziegelstein (zum Teil verputzt), Krüppelwalmdach, spätere Dachausbauten (Zwerchhaus und Schleppgauben), späterer Ladeneinbau an Ecke, zum Hof originale Tür (1. Hälfte 19. Jahrhundert). | 08973172 |
| Direkt Bild zu diesem Denkmal hochladen | Mietshaus in geschlossener Bebauung (ehemals Restaurant Deutsches Haus) | Töpfergasse 11 (Karte)                                                           | Um 1905 | Reiche Klinkerfassade mit Kunststein- und Klinkergliederungen, straßenbildprägender Späthistorismusbau mit Jugendstilanklängen, Laden ehemals Gaststätte, ortsentwicklungs- und baugeschichtlich von Bedeutung. Dreigeschossig, Massivbau, Erdgeschoss verputzt mit Nutung, Sockel in Bruchstein und Ziegelstein, Kunststeinkellerfenstergewände, originale Eingangstür, Gesims in Ziegelstein, Fassade im Obergeschoss in Klinker (gelber Klinker mit roter Klinkergliederung), Kunststeinfenstergewände im ersten Obergeschoss mit Verdachung und zum Teil reichgestalteten Brüstungsfeldern, unter der Traufe Terrakottafries, Traufe in rotem Ziegelstein, Mansarddach mit Gauben, Giebelfelder der Gauben in rotem und gelbem Ziegelstein (denkmalgerecht erneuerte Fenster). | 08973175 |
|                                         | Wohnhaus in geschlossener Bebauung | Töpfergasse 18 (Karte)                                                           | Bezeichnet mit 1805 (Schlussstein) | Schlichter Putzbau in spätbarocken Formen, Porphyrtuffgliederungen, Segmentbogenportal, Zeugnis der baulichen Entwicklung der Zeit um 1800, heimat- und baugeschichtlich von Bedeutung. Zweigeschossig, verputzter Massivbau, Fenster- und Türgewände in Porphyrtuff, Türgewände mit Schlussstein und Inschrift („JGB 1805“), profilierte Putztraufe, Mansarddach mit Gauben, ältere Fenster, Tür erneuert (um 1960). | 08973168 |
|                                         | Wohnhaus in halboffener Bebauung | Töpfergasse 20 (Karte)                                                           | 1. Hälfte 19. Jahrhundert | Fachwerkbau, Zeugnis der baulichen Entwicklung der Stadt, heimat- und baugeschichtlich von Bedeutung. Zweigeschossig, Erdgeschoss massiv, Obergeschoss und Giebel in Fachwerk, Fenstergewände im Erdgeschoss in Porphyrtuff, Ladeneinbau (um 1920/1930), spätere Fenstereinbauten im Obergeschoss (um 1920/1930), profilierte Holztraufe. | 08973167 |
| Weitere Bilder                          | Wohnhaus in geschlossener Bebauung | Töpfergasse 21 (Karte)                                                           | Bezeichnet mit 1614 (Torbogen), spätere Umbauten | Schlichte Putzfassade mit Sitznischenportal des 17. Jahrhunderts in Rochlitzer Porphyrtuff, später eingebauter Laden, eines der ältesten Wohnhäuser der Stadt, heimatgeschichtlich, künstlerisch und baugeschichtlich von Bedeutung. Zweigeschossig, verputzter Massivbau, Sitznischenportal mit Inschrift („CS 1614“) in Porphyrtuff, jüngere Eingangstür (19. Jahrhundert), im Erdgeschoss späterer Ladeneinbau, Fenstergewände im Obergeschoss in Porphyrtuff, Satteldach, späterer Dachausbau, Holztraufe. | 08973171 |
|                                         | Doppelmietshaus in halboffener Bebauung | Topfmarkt 8, 9 (Karte)                                                           | Um 1905 | Etwas geglättete Putzfassade mit Kunststeingliederungen, platzbildprägendes Jugendstilgebäude am Topfmarkt, ortsentwicklungs- und baugeschichtlich von Bedeutung. Dreigeschossig, verputzter Massivbau, Kellersockel Polygonalmauerwerk (Porphyrtuff), zwei zurückgesetzte Eingänge mit Treppenaufgang, Brüstungsfelder des zweiten Obergeschosses mit floraler Jugendstilornamentik, stark profiliertes Hauptgesims, Satteldach (Biberschwanzdeckung) mit Gauben (massiv), zwei größere seitliche Gauben mit kurvenförmigem Giebel, ursprüngliche Lisenengliederung durch späteren Putz vernichtet, alte Türen, Nummer 8 noch originale Fenster, (Nummer 9 Plastikfenster), profilierte Fenstergewände aus Kunststein. | 08973112 |
| Direkt Bild zu diesem Denkmal hochladen | Wohnhaus in offener Bebauung in Ecklage | Topfmarkt 14 (Karte)                                                             | Bezeichnet mit 1823 (Schlussstein) | Im Kern Fachwerkbau mit Segmentbogenportal, Zeugnis der typischen Vorstadtbebauung der Zeit nach 1800 in markanter Lage am Topfmarkt, heimat- und baugeschichtlich von Bedeutung. Zweigeschossig, verputzt, Erdgeschoss massiv, Obergeschoss vermutlich Fachwerk, Satteldach, Schieferdeckung, Segmentbogenportal mit Schlussstein bezeichnet mit „G, S. 1823“ aus Porphyrtuff. | 08973111 |
|                                         | Wohnhaus in geschlossener Bebauung, ehemaliges Gasthaus „Restaurant Zur Post“ | Untermarkt 1 (Karte)                                                             | Mitte 19. Jahrhundert | Symmetrisch gegliederter Putzbau in klassizistischen Formen, Teil der historischen Altstadtbebauung, von ortshistorischer und baugeschichtlicher Bedeutung. Zweigeschossig, verputzter Massivbau, Satteldach, symmetrische Fassade, Tür und Fenstergewände vermutlich in Porphyrtuff, Tür mit Verdachung und originale Tür, profilierte Traufe (Gebäude insgesamt mit Spritzputz überzogen). | 08973074 |
|                                         | Wohnhaus in geschlossener Bebauung | Untermarkt 2 (Karte)                                                             | Bezeichnet mit 1771 (Schlussstein) | Putzbau in spätbarocken Formen, Natursteingewände, kleinstädtisches Handwerkerhaus (Böttcher), Teil der historischen Altstadtbebauung, heimat- und baugeschichtliche Bedeutung. Zweigeschossiger Putzbau, hohes Satteldach mit stehenden Gauben (in zwei Reihen), Erdgeschoss Segmentbogenportal mit Schlussstein aus Porphyrtuff, eingemeißelt Zirkel, Fass (Böttcherinnungszeichen) und 1771, Obergeschoss Fenstergewände Porphyrtuff, profilierte Traufe. | 08973072 |
| Weitere Bilder                          | Wohnhaus in halboffener Bebauung | Untermarkt 3 (Karte)                                                             | Bezeichnet mit 1564 (Portal) | Stattliches Wohnhaus der Renaissancezeit in Giebelstellung, Putzfassade, Giebel verschiefert, bemerkenswertes Porphyrtuffportal in nachklingenden spätgotischen Formen, ortsentwicklungsgeschichtlich, baugeschichtlich, hausgeschichtlich und künstlerisch-handwerklich von Bedeutung. Zweigeschossig, Erdgeschoss massiv, Obergeschoss an Giebelseite massiv, an Traufseite vermutlich Fachwerk, Satteldach (verschiefert) mit Zierschiefer und zweireihig angeordneten Dachfenstern, Inschrift „1564. C.A.“, späterer Garageneinbau 20. Jahrhundert, Obergeschoss profilierte Fenstergewände aus Porphyrtuff, im Dachstuhl verblattete Balken, breiter Schornstein (verschiefert) nach oben verjüngt. | 08973070 |
|                                         | Wohnhaus in geschlossener Bebauung | Untermarkt 4 (Karte)                                                             | Mitte 19. Jahrhundert, im Kern älter | Straßenbildprägendes Gebäude mit vermutlich mittelalterlichem Kern, giebelständiges Haus, ortsentwicklungs-, bau- und hausgeschichtlich Bedeutung. Dreigeschossiger Putzbau, verputzter Bruchstein, Satteldach, zum Untermarkt giebelständig ausgerichtet, Erdgeschoss verändert (neue Türen), erstes und zweites Obergeschoss profilierte Fenstergewände aus Porphyrtuff, am Giebel Muschelmotiv, ältere Fenster. | 08973071 |
|                                         | Wohnhaus in geschlossener Bebauung | Untermarkt 7 (Karte)                                                             | Anfang 19. Jahrhundert | Schlichter Putzbau mit Porphyrtuffgewänden, Teil der straßenbildprägenden Bebauung am Untermarkt, ortsentwicklungs- und baugeschichtlich von Bedeutung. Zweigeschossiger Putzbau, Satteldach, Sockel Bruchstein, Erdgeschoss Putznutung, ehemaliges Segmentbogenportal vermauert, Fenstergewände aus Porphyrtuff. | 08973069 |
|                                         | Wohnhaus in halboffener Bebauung | Untermarkt 9 (Karte)                                                             | Bezeichnet mit 1797 (Schlussstein) | Putzbau mit Porphyrtuffgewänden, typisches kleinstädtisches Wohnhaus um 1800, Teil der platzbildprägenden Bebauung des Untermarkts, ortsentwicklungs- und baugeschichtlich von Bedeutung. Zweigeschossiger Putzbau, Satteldach, ehemaliges Türportal (heute Fenster) aus Porphyrtuff mit Schlussstein bezeichnet mit „1797 PMA“ in Kartusche, Obergeschoss profilierte Fenstergewände aus Porphyrtuff, am Giebel Rundbogenfenster, Biberschwanzdeckung. | 08973068 |
| Direkt Bild zu diesem Denkmal hochladen | Wohnhaus in halboffener Bebauung, mit Nebengebäude | Untermarkt 12 (Karte)                                                            | Mitte 19. Jahrhundert | Putzfassade mit Porphyrtuffgewänden, typisches Wohnhaus aus der Mitte des 19. Jahrhunderts, in markanter Lage am Untermarkt, Nebengebäude Fachwerkbau, ortsentwicklungs- und baugeschichtlich von Bedeutung. - Wohnhaus: zweigeschossiger Putzbau, Satteldach mit Schopf, Schieferdeckung, Kellersockel aus Bruchstein, Portal mit gerader Überdachung, Fenster- und Türgewände Porphyrtuff - Seitengebäude: zweigeschossig, verputzter Massivbau, Satteldach | 08973067 |
| Direkt Bild zu diesem Denkmal hochladen | Wohnhaus in halboffener Bebauung in Ecklage, mit Einfriedung | Wassergasse 2 (Karte)                                                            | Um 1930 | Putzfassade mit Natursteinelementen, zeittypische Gestaltung um 1930 zwischen traditioneller Prägung und Einflüssen des Neuen Bauens, straßenbildprägende Lage, ortsentwicklungs- und baugeschichtlich von Bedeutung. Dreigeschossig, verputzter Massivbau, aus Porphyrtuff gequaderter Bruchsteinsockel (an Gebäudeecke bis zum Fenster hochgezogen), originale Fenster der 1930er Jahre, Walmdach, Schieferdeckung, Gauben, gekehlte Traufe, transparente Ecke (drei Eckfenster auf Konsolen), Eingangshäuschen mit originaler Tür, Einfriedungsmauer aus gequadertem Porphyrtuff, Tor. | 08973110 |
| Direkt Bild zu diesem Denkmal hochladen | Mietshaus in halboffener Bebauung | Wassergasse 2a (Karte)                                                           | Um 1900 | Späthistoristische Klinkerfassade mit Putz-, Klinker- und Kunststeingliederungen, straßenbildprägende Lage, ortsentwicklungs- und baugeschichtlich von Bedeutung. Dreigeschossig, Putz-Klinker-Fassade, Erdgeschoss Putz erneuert, Sockel in Naturstein, Kunststeinsockelgesims, orange Ziegelsteine zum Teil mit rötlicher Ziegelsteingliederung, Fenster mit Kunststeingewände, Seitenrisalit mit bekrönendem Zwerchhaus, Putzgliederung, originale Tür, zum Teil originale Fenster, Fenstersohlbänke in Kunststein, aufwändige Verdachungen der Fenster im ersten Obergeschoss, Putztraufe, zum Teil Ziegelsteintraufe, Giebelschultern, Satteldach mit Gaube, (Giebel des Zwerchhauses vereinfacht erneuert). | 08973061 |
| Weitere Bilder                          | Villa, mit Stützmauer des Grundstücks | Wettiner Ring 1 (Karte)                                                          | 1880 | Straßenbildprägender, späthistoristischer Putzbau unter Einbeziehung eines etwas älteren Wohnhauses, ortsentwicklungs- und baugeschichtliche Bedeutung. - Villa: bezeichnet mit 1897 (Kartusche an Gebäudeecke), zweigeschossig, verputzter Massivbau, Bruchsteinsockel mit Ziegelsteingesims, originale Putzgliederung, originale Türen und Fenster, Tür- und Fenstergewände in Putz (Türgewände zum Teil in Sandstein), Standerker mit reicher Gliederung, Giebel mit Figurennische, Satteldach - seitlich älterer Bau: eingeschossig, verputzter Massivbau, Sockelgesims und Kellerfenster in Porphyrtuff, Fenstergewände mit Verdachung auf Konsolen, Zwerchhaus, Satteldach, hofseitiger Turm, im Inneren Fußbodenfliesen, Stuckdecken, originale Türen, Stuckdekor an den Wänden - Substruktionsmauer in Bruchstein, Abdeckplatten in Sandstein bzw. Keramikplatten | 08973162 |

## Ehemaliges Denkmal
| Bild           | Bezeichnung | Lage                   | Datierung                          | Beschreibung | ID       |
| -------------- | --- | ---------------------- | ---------------------------------- | --- | -------- |
| Weitere Bilder | Wohn- und Gewerbegebäude (ehemalige Schmiede Gebrüder Becker) in offener Bebauung, mit Pflasterung in der Zufahrt und im Hof | Töpfergasse 32 (Karte) | Bezeichnet mit 1817 (Schlussstein) | Hauptgebäude Putzbau mit Putz- und Steingliederungen, Traufe mit Klinkerfries, Firmeninschrift und Firmenzeichen sowie zwei Lampen in Schmiedeeisen, Nebengebäude schlichte Putzfassade, teils Porphyrtuffgliederungen, historische Schmiede, von heimatgeschichtlicher Bedeutung. - ehemalige Schmiede: dreigeschossig bzw. zweigeschossig, verputzter Massivbau, Giebel mit originaler Putzgliederung, Tür- und Fenstergewände im Erdgeschoss größtenteils in Porphyrtuff, Sohlbänke der Fenster im Obergeschoss in Kunststein, Torzufahrt, Giebelgesims in Ziegelstein, Giebelschultern in Ziegelstein, Traufgesims in Ziegelstein, eingemauerter Schlussstein mit Inschrift („AMJH 1817“) in Porphyrtuff - Hof mit Pflasterung Zwischen 2017 und 2024 aus der Denkmalliste gestrichen. | 08973164 |

## Tabellenlegende
- Bild: Bild des Kulturdenkmals, ggf. zusätzlich mit einem Link zu weiteren Fotos des Kulturdenkmals im Medienarchiv Wikimedia Commons. Wenn man auf das Kamerasymbol klickt, können Fotos zu Kulturdenkmalen aus dieser Liste hochgeladen werden:
- Bezeichnung: Denkmalgeschützte Objekte und ggf. Bauwerksname des Kulturdenkmals
- Lage: Straßenname und Hausnummer oder Flurstücknummer des Kulturdenkmals. Die Grundsortierung der Liste erfolgt nach dieser Adresse. Der Link (Karte) führt zu verschiedenen Kartendiensten mit der Position des Kulturdenkmals. Fehlt dieser Link, wurden die Koordinaten noch nicht eingetragen. Sind diese bekannt, können sie über ein Tool mit einer Kartenansicht einfach nachgetragen werden. In dieser Kartenansicht sind Kulturdenkmale ohne Koordinaten mit einem roten bzw. orangen Marker dargestellt und können durch Verschieben auf die richtige Position in der Karte mit Koordinaten versehen werden. Kulturdenkmale ohne Bild sind an einem blauen bzw. roten Marker erkennbar.
- Datierung: Baubeginn, Fertigstellung, Datum der Erstnennung oder grobe zeitliche Einordnung entsprechend des Eintrags in der sächsischen Denkmaldatenbank
- Beschreibung: Kurzcharakteristik des Kulturdenkmals entsprechend des Eintrags in der sächsischen Denkmaldatenbank, ggf. ergänzt durch die dort nur selten veröffentlichten Erfassungstexte oder zusätzliche Informationen
- ID: Vom Landesamt für Denkmalpflege Sachsen vergebene, das Kulturdenkmal eindeutig identifizierende Objekt-Nummer. Der Link führt zum PDF-Denkmaldokument des Landesamtes für Denkmalpflege Sachsen. Bei ehemaligen Kulturdenkmalen können die Objektnummern unbekannt sein und deshalb fehlen bzw. die Links von aus der Datenbank entfernten Objektnummern ins Leere führen. Ein ggf. vorhandenes Icon  führt zu den Angaben des Kulturdenkmals bei Wikidata.

## Ausführliche Denkmaltexte
1. ↑  Wohnhaus Rochlitzer Straße 13:

Das Gebäude wurde ab 1948 errichtet, wahrscheinlich zog sich der Bau bis 1952 hin (25. April d. J. Bauabnahmebescheinigung). Bauherr war der Colditzer Tierfotograf und Tierfilmer Helmut Drechsler (1916–1960), der hier die Colditzer Verlagsanstalt und das Institut für Tierfotografie unterbrachte. Beides Gründungen Drechslers, die seinen publizistischen Vorhaben (Fotobände und Filme über die heimische Tierwelt) dienten. Die Baupläne für das Gebäude verzeichnen als Entwurfsverfasser W. Linzbach bzw. i. V. Manfred Linzbach von der Müllpo-Baugenossenschaft in Saalfeld. Drechsler hatte wiederholt Schwierigkeiten bei der Baufreigabe wegen des allgemeinen Baustoffmangels. Er argumentiert dagegen mit der von ihm gewählten Bauweise als sogenannter Müllpo-Lehmquaderbau, der keine bewirtschafteten Baustoffe benötigt. Außer für den Unterbau in Bruchsteinmauerwerk bedurfte es auch keiner qualifizierten Maurer, sondern Drechsler wollte mit eigenen Leuten unter Fachanleitung der Fa. Müllpo-Bau arbeiten. Besonders betonte Drechsler die Möglichkeit, hier einen Musterbau aus unbewirtschafteten, nicht gebundenen einheimischen Baustoffen zu errichten, der architektonisch schön und zweckvoll ist. Überdies verwies er darauf, dass er damit Arbeitsplätze und Wohnraum schuf. Wie lange und mit welchem Personalbestand Verlagsanstalt und Institut hier tätig waren, ist nicht bekannt. Im öffentlichen Bewusstsein ist das Gebäude vor allem als ehemaliges Wohnhaus von Helmut Drechsler. Nach Drechslers Tod lebte noch seine Witwe in dem Haus, bis sie es 1969 an den Tierarzt Richard Hans Schubert verkaufte.

Das auf dem sogenannten Rebnerschen Berg errichtete Wohnhaus ist ein eingeschossiger Bau über winkligem Grundriss. Infolge der Bergsituation liegt das in Bruchstein ausgeführte Kellergeschoss auf der Westseite vollständig über der Erdoberkante und tritt als Vollgeschoss in Erscheinung. Ansonsten ist das Gebäude verputzt und hat in den Giebeln reiches Zierfachwerk, wodurch es sich noch deutlich als Bau des Heimschutzstils zeigt, der insbesondere im Nationalsozialismus propagiert wurde, aber zunächst auch noch in der Nachkriegszeit verbreitet war. Ein weiteres typisches Stilelement sind die Klappläden. Die Eindeckung der Satteldächer besteht aus Schiefer, in seiner Baubeschreibung von 1948 hatte Drechsler Schilfeindeckung mit Lehmspritzung und Verkieselung gegen Brandgefahr vorgesehen, ob dies so ausgeführt wurde, muss offen bleiben. Das Kellergeschoss enthielt neben der Garage verschiedene Räume, die dem Fotobetrieb dienten. Im Erdgeschoss waren Wohn- und Gewerberäume (Studio, Archiv, Labor) untergebracht. Im Dachgeschoss hatte man einen Vorführ- und Prüfraum sowie Lagerflächen eingerichtet. Infolge des mehrfachen Eigentümerwechsel haben sich von der einstigen, offenbar anspruchsvollen Innenausstattung wohl nicht mehr als Einzelteile erhalten, so existiert Drechsler Schreibtisch noch am Ort.

Als ehemaliges Wohnhaus Helmut Drechslers, der als Tierfotograf und -filmer einen herausragenden Beitrag zur Entwicklung seines Genres im 20. Jahrhundert leistete, verkörpert das Objekt einen wichtigen personengeschichtlichen Aussagewert. Überdies ist es ein anschauliches Zeugnis der Bauentwicklung in der unmittelbaren Nachkriegszeit und erlangt dadurch baugeschichtliche Bedeutung, wobei die angewendete Lehmbauweise hierbei zusätzlich ins Gewicht fällt.
2. ↑  Wohnhaus Rochlitzer Straße 68:

Das Gebäude entstand 1921/22 im Auftrag der Steingutfabrik Colditz AG nach Plänen des Leipziger Architekten Otto Juhrich. Es diente als Beamtenwohnhaus und gehörte zu mehreren Werksbauten, die in unmittelbarer Nachbarschaft zur Steingutfabrik errichtet wurden. Die Steinfabrik Colditz AG galt zu damaliger Zeit als die größte Fabrik von Steingutgeschirr in Deutschland.

Zweigeschossiger Bau mit ausgebautem Mansarddach, entsprechend der Hanglage zur Straßenfront hohes Kellergeschoss ausgebildet, das bis zu den Kellerfenstern mit Bossenmauerwerk in Rochlitzer Porphyrtuff verkleidet ist. Vor die Hauptfront tritt ein kräftiger Standerker, der im Mansardgeschoss einen Balkon trägt. Über dem Balkon Zwerchhaus mit Dreieckgiebel.

Bei der insgesamt zurückhaltenden, traditionellen Gestaltung des Gebäudes spielten offensichtlich Einflüsse der Heimatschutzbewegung eine Rolle, auch eine stilistische Anlehnung an die Reformarchitektur der Zeit um 1915 ist erkennbar. Abgesehen von einfachen Schmuckelementen wirkt der Bau vor allem durch seine kubischen Formen und den akzentuierenden Einsatz des roten Rochlitzer Porphyrtuffs, der sich effektvoll von den Putzflächen abhebt. In dieser Weise gelang es dem Architekten gewisse repräsentative Ansprüche, die seitens der Bauherrschaft bestanden, überzeugend zu erfüllen.

Von der Straßenseite wird das steil ansteigende Grundstück über eine aufwändige Treppenanlage erschlossen. Auch das Gebäudeinnere ist weitgehend im Originalzustand erhalten und zeigt eine Reihe bauzeitlicher Ausstattungselemente wie Treppenanlage, Türen und Kachelöfen.

Der orts- und ortsentwicklungsgeschichtliche Aussagewert, den das Objekt verkörpert, ergibt sich aus seiner Verbindung mit der Steingutfabrik Colditz AG. Die keramische Industrie war im 19. und 20. Jahrhundert der Hauptzweig der heimischen Wirtschaft. Das Beamtenwohnhaus ist ein Zeugnis dieser für Colditz entscheidenden Entwicklung. Dadurch wandelte sich die Stadt sowohl in ihrer Ausdehnung als auch in ihrem Erscheinungsbild. Neben großen Fabrikanlagen entstanden für das Industriezeitalter charakteristische Wohnbauten wie dieses Gebäude, das zudem durch seine Lage und Architektur eine besondere Wirkung im Straßen- und Stadtbild entfaltet.

In der zeittypischen und qualitätvollen Umsetzung einer speziellen Bauaufgabe verweist das Gebäude auf die Architekturentwicklung in den 1920er Jahren und erlangt hierdurch baugeschichtliche Bedeutung. Ein besonderer Aspekt ist dabei die gelungene harmonische Einpassung des Bauwerkes ins Umfeld, wozu unter anderem die Verwendung des Rochlitzer Porphyrtuffs als regionaltypischer Baustoff beträgt. Überdies dokumentiert das Gebäude, dass der in Leipzig viel beschäftigte Architekt Otto Juhrich auch über die Messestadt hinaus im Umland Aufträge fand. Somit hat es einen Aussagewert für das Werk eines in der regionalen Bauentwicklung der ersten Hälfte des 20. Jahrhunderts wichtigen Architekten.
3. ↑  Schloss mit Nebengebäuden (darunter der Keller und die Umfassungsmauern des ehem. Schleinitzhauses), Stütz- und Einfriedungsmauern sowie Gärtnerhaus im Schlosspark:
  - Schlossanlage: Schlosskomplex auf unregelmäßigem Grundriss, verputzte Bruchsteinbauten (nur wenige Ziegelsteinbauten), architektonische Gliederungen größtenteils in Porphyrtuff, Renaissanceportale im innersten Hof in Porphyrtuff
  - erstes Torhaus (1506, Mitte 16. Jahrhundert): eingeschossiger verputzter Massivbau mit Ziergiebeln
  - Nebengebäude am ersten Torhaus (Ende 16. Jahrhundert, Anfang 17. Jahrhundert): dreigeschossig, verputzter Bruchsteinbau, Satteldach, Fenster zum Teil mit Porphyrtuffgewänden
  - Schlossbrücke (1584): dreibogig, in Bruchstein
  - zweites Torhaus (16. Jahrhundert): dreigeschossig, verputzter Massivbau mit hohem Turm mit Frührenaissancegiebel und kleiner Haube, daran anschließend zwei- bzw. dreigeschossige Flügelbauten (16. und 19. Jahrhundert) mit Satteldächern, über Torbogen mit Diamantquaderung reich gestaltetes Wappenfeld
  - Neorenaissanceflügel (Ende 19. Jahrhundert): viergeschossig über hoher Substruktion, verputzter Massivbau, reich gegliederte Giebel und Zwerchgiebel, Fenster-, Türgewände und Gliederung in Porphyrtuff, Satteldach
  - drittes Torhaus (bezeichnet mit 1583): Rundbogenportal in Porphyrtuff, dreigeschossiger Massivbau, Satteldach mit Ziergiebel
  - Wachhaus (Beamtenhaus von 1630): zweigeschossiger Massivbau mit Ziergiebel, Renaissanceportal von 1630 mit jüngerer Tür (19. Jahrhundert)
  - Torbogen (15. Jahrhundert): Spitzbogen in Porphyrtuff zum innersten Hof
  - Fürstenhaus (um 1430, Umbauten 16. Jahrhundert): viergeschossig, verputzter Bruchsteinbau, Erker mi Maßwerkbrüstung, Fenstergewände in Porphyrtuff
  - Saalhaus (1876): viergeschossig, verputzter Bruchsteinbau, Fenstergewände in Sandstein
  - Schlosskapelle (1580er Jahre, im Kern älter): viergeschossiger Massivbau, reichgegliedertes Kapellenportal (1586), Spitzbogenfenster, darüber noch zwei Geschosse mit Rechteckfenstern in Porphyrtuff, Treppenturm mit Helm
  - Kellerhaus (16. Jahrhundert): drei- bzw. viergeschossig, verputzter Massivbau, Satteldach mit einfachen Zwerchhäusern, Einfassungsmauern: in Bruchstein, zwei Bastionen auf kreisförmigem Grundriss mit Kegeldächern, im Inneren: Wendeltreppen und Türportale in Porphyrtuff, bemalte Holzdecken der Renaissancezeit
  - Schleinitz-Haus (später auch Tischer-Haus oder Müllersches Haus): zweiteiliges Gebäude, südlich vor der Schlossanlage gelegen und mit dem 1. Torhaus durch einen Torbogen verbunden, der nördliche, giebelständige Gebäudeteil im Kern um 1500 entstandener Hauptbau, Bruchstein- und Ziegelmauerwerk, verputzt, Porphyrtuffelemente, ursprünglich spätgotischer Ziergiebel und Erker an der Südwestecke, verschiedene Umbauten u. a. 1874 Einbau ein Turnsaals, zugleich Erweiterungsbau nach Süden, vermutlich unter Einbeziehung eines älteren Gebäudes auf der Südseite sowie Überbauung des zwischen dem Hauptbau und diesem gelegenen, kleinen Hofraums, Putzbau über Bruchsteinsockel, historistische Formen
  - Gärtnerhaus im Tiergarten: eingeschossiger verputzter Bruchsteinbau, Mansarddach mit Gaupen, Türgewände in Naturstein, ein Giebel mit Palladiomotiv (geputzte Fensterfaschen)
  - Krankenhausgebäude (ehemalige Poliklinik) im Schlossgraben vom Ende des 19. Jahrhunderts (Abbruch vor 2008): dreigeschossig und zweigeschossig, Fenstergewände und Türgewände im Erdgeschoss in Porphyrtuff, Fenstergewände im Obergeschoss in Sandstein, Erdgeschoss mit Putznuten, Gesimse in Sandstein, Drempelbereich zum Teil in Putz, Hauptgesims profiliert in Sandstein, zwei risalitartige Lisenengliederungen mit abschließendem Giebel